# Intelligence animale
Pour l'intelligence humaine, voir Intelligence.
 (septembre 2008).

Une comparaison du cerveau de différents mammifères.

« Intelligence animale » est une expression renvoyant aux capacités cognitives des animaux et à leur étude. Le sujet a donné lieu à de nombreux travaux dont les résultats offrent non seulement une meilleure compréhension du monde animal mais aussi, par extension, des pistes pour l’étude de l'intelligence humaine.
Différents groupes d'espèces se démarquent par leurs aptitudes intellectuelles lors des recherches sur l'éthologie cognitive. Les grands singes, les dauphins, les éléphants et les corvidés (pies, corbeaux), qui peuvent se reconnaître dans un miroir, les chimpanzés et les corvidés qui fabriquent des outils, les perroquets qui peuvent tenir une conversation structurée, comprendre la notion de zéro et communiquer avec plus de huit-cents mots, les éléphants qui ont un comportement singulier face à leur mort et les cétacés au langage complexe en sont quelques exemples. D'autres animaux tels les rats, les cochons et les pieuvres ont intéressé les chercheurs par leur capacité de raisonnement.
Certains animaux à l’organisation sociale particulière, dits « animaux eusociaux », ont une intelligence individuelle limitée mais forment cependant des communautés capables d'adaptation intelligente lorsqu'ils sont en groupe : on parle alors d'Intelligence collective, comme c'est le cas chez les insectes sociaux.

## Définition
Il n'existe pas de définition universellement acceptée de l'intelligence, mais on peut la définir et la mesurer comme la vitesse et le degré de réussite avec lesquels les animaux (y compris les humains) résolvent les problèmes qui se posent à eux pour survivre dans leur environnement naturel et social.
Il existe une distinction entre l'« intelligence », concept abstrait, et le « comportement intelligent », phénomène observable et mesurable. L'intelligence n'est pas une propriété biologique comme la taille du cerveau, mais une abstraction fondée sur des jugements de valeur au sujet du comportement d'un organisme. Les résultats plus ou moins élevés lors d'expérimentations déterminent en quelque sorte le « degré » d’intelligence. Si l'observateur estime qu'une espèce possède une quantité suffisante des caractéristiques comportementales qui caractérisent selon lui l'intelligence, il classera cette espèce comme plutôt intelligente.
Une grande partie de ce qui a été considéré jusqu'à maintenant comme relevant du domaine de l'intelligence animale est dorénavant placé sous la dénomination de « cognition animale ». Aussi appelée éthologie cognitive, cette discipline correspond à l'étude moderne des capacités mentales des animaux à l'exception des humains. Elle a été développée à partir de la psychologie comparée, également connue sous le nom de psychologie différentielle, et a été fortement influencée par les approches de l'éthologie, de l’écologie béhavioriste et de la psychologie évolutionniste. Frans de Waal définit la cognition, processus de traitement de l'information, comme « la transformation de sensations en compréhension de l'environnement et l'application adaptée de ce savoir ». Il définit l'intelligence comme la capacité d'accomplir ce processus avec succès.
Ce que chaque espèce doit apprendre dans son environnement et les méthodes pour y arriver sont très différentes de l'une à l'autre. Certains écologistes béhavioristes avancent que l'intelligence n'est qu'une accumulation de capacités particulières qui sont des adaptations à un environnement spécifique. Les chercheurs en psychologie comparative au contraire affirment qu'il est possible de mesurer les capacités de résolution de problème en général et d'apprentissage chez les espèces animales, par des tests standardisés en laboratoire,. Cependant, les tests en laboratoire peuvent être « injustes » car ils ne prennent pas en compte les différences perceptuelles et certaines prédispositions cognitives des animaux testés.
L'un des intérêts de l'étude de la cognition animale est d'essayer d'appréhender ses effets sur la sélection de l'habitat, les invasions ou la biodiversité, par exemple. Différentes manifestations de la cognition, comme l'exploration, la néophobie, l'innovation, l'apprentissage individuel et social, l'utilisation d'outils, la réciprocité et les coalitions ont des effets sur les relations sociales, le choix d’aliments ou la réponse aux perturbations du milieu causées par l'homme.
En ce qui concerne l'alimentation, les recherches d’Alex Kacelnik, écologiste béhavioriste à l'Université d'Oxford, ont dévoilé une faculté observable chez certains oiseaux : la capacité à se remémorer un événement du passé. Dans un article, Kacelnik explique comment le geai buissonnier semble pouvoir se rappeler la nature des aliments qu’il cache et déterminer à quel moment il doit les récupérer pour éviter qu’ils ne pourrissent. Les psychologues cognitifs, qui s'occupent d'êtres humains, appellent cette capacité la mémoire épisodique.
La cognition varie d'une espèce à l'autre, allant de simples apprentissages chez plusieurs invertébrés, à des formes beaucoup plus complexes chez les abeilles, les pieuvres, les corvidés, les primates et les odontocètes. Quand des animaux sont examinés pour déterminer leur capacité à apprendre une règle, les meilleurs résultats sont obtenus par les humains et, dans une moindre mesure, par leurs cousins primates.

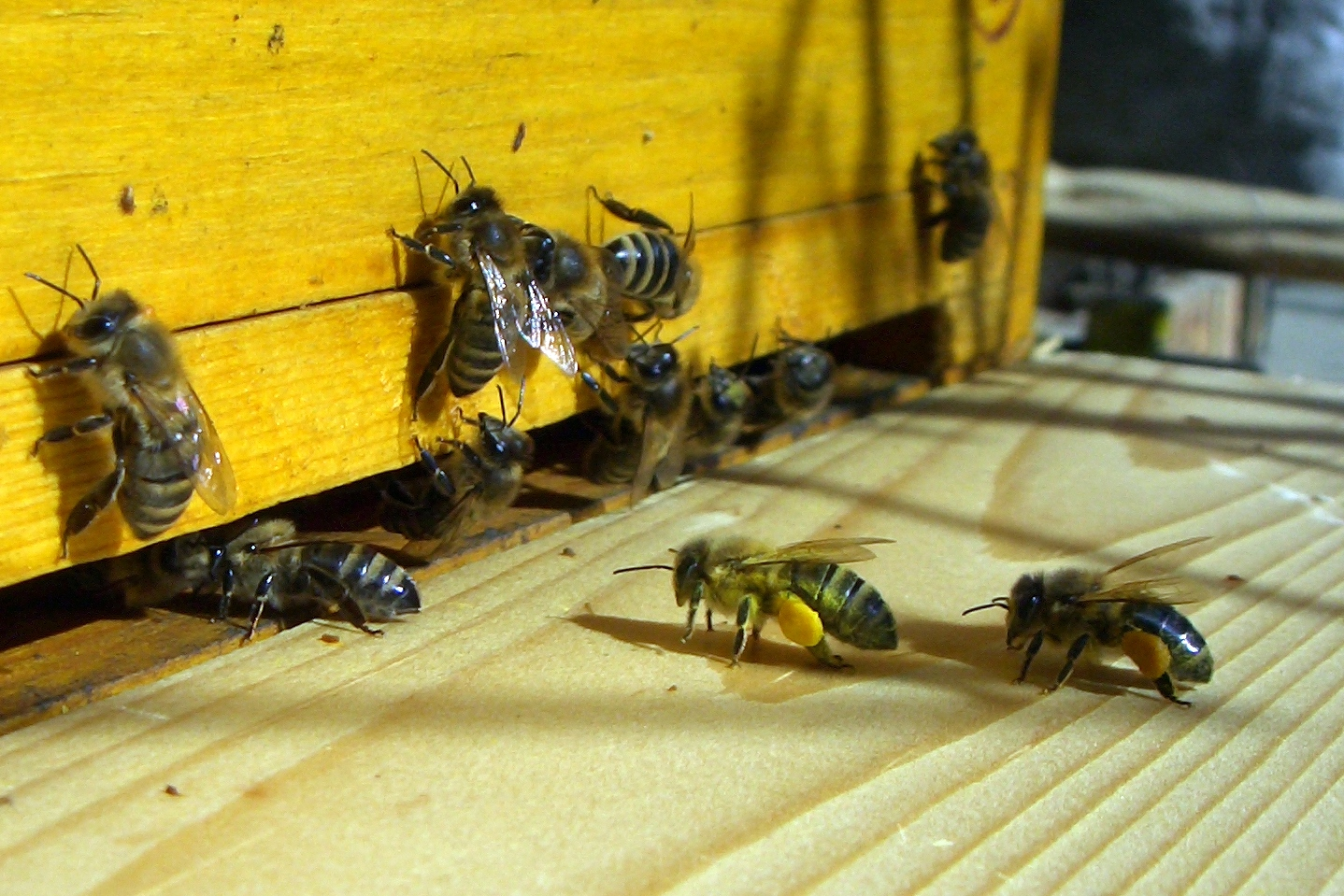
Abeilles à miel de retour à la ruche après avoir récolté du pollen. 2007.

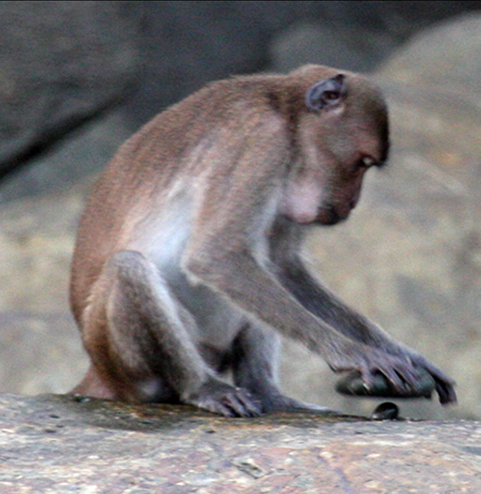
Utilisation d'outils. Un macaque crabier se sert d'une pierre pour ouvrir une noix. 2013.

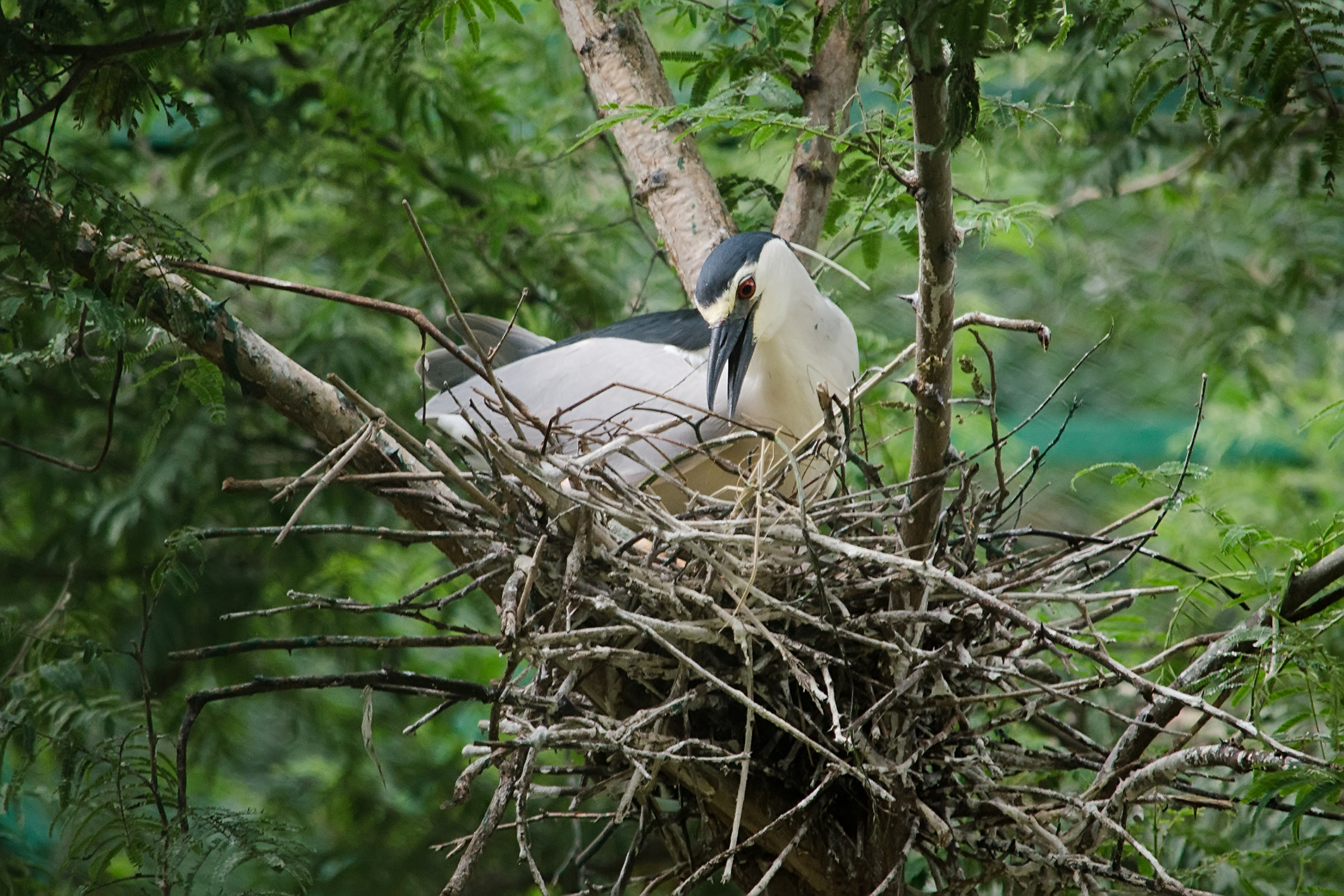
Un bihoreau gris construit son nid. 2015.

On utilise souvent comme exemples d'intelligence animale des cas de comportements extrêmement complexes ou fortement appropriés. Certains comportements collectifs des insectes, celui de la construction de nid d'oiseaux ou encore l'utilisation voire la fabrication d'outils, entrent dans ce cadre. Aussi impressionnants soient-ils, ces exemples ne sont pas nécessairement représentatifs de comportements intelligents. Ils peuvent n'être que les manifestations de programmes sensorimoteurs sophistiqués. La caractéristique du comportement intelligent, tel que défini par l'humain, devrait correspondre à la réaction de l'individu devant un nouveau défi pour sa survie et, éventuellement, sur la façon dont il transmet sa connaissance à ses congénères. Toutefois, Clive Wynne, qui a étudié la cognition des pigeons à l'Université de Floride, affirme que cette définition peut être limitative et impropre à représenter l'intelligence animale (autre qu'humaine). Il affirme que « les psychologues spécialistes de la cognition humaine sont parfois si arrêtés sur leurs définitions qu'ils oublient à quel point les découvertes des animaux sont fabuleuses ».
Il n'en demeure pas moins que l'étude de la cognition animale se concentre, en partie, sur l'étude des problématiques suivantes : l'animal peut-il adapter ses techniques – construire des nids complexes, par exemple – en utilisant de nouveaux matériaux pour pallier l'absence des matériaux habituels ? Peut-il se procurer une source nouvelle de nourriture qui serait relativement inaccessible, quand les sources traditionnelles se tarissent ? Peut-il rapidement acquérir de nouvelles méthodes d'action pour éviter les prédateurs, ou pour réagir à l'apparition soudaine d'une forme de prédation inédite ?

### Des observations étonnantes
En laboratoire, des études menées sur des oiseaux et des mammifères ouvrent d'autres voies à l'étude de la cognition animale. Au cours des années passées, les scientifiques cognitifs ont révélé que la capacité d'imitation de certains animaux pourrait en fait être une démonstration d’intelligence. En effet, Louis Herman, psychologue cognitif, affirme que les dauphins démontrent leur capacité à former une image mentale lorsqu'ils imitent, par exemple, la pose de leur entraîneur.

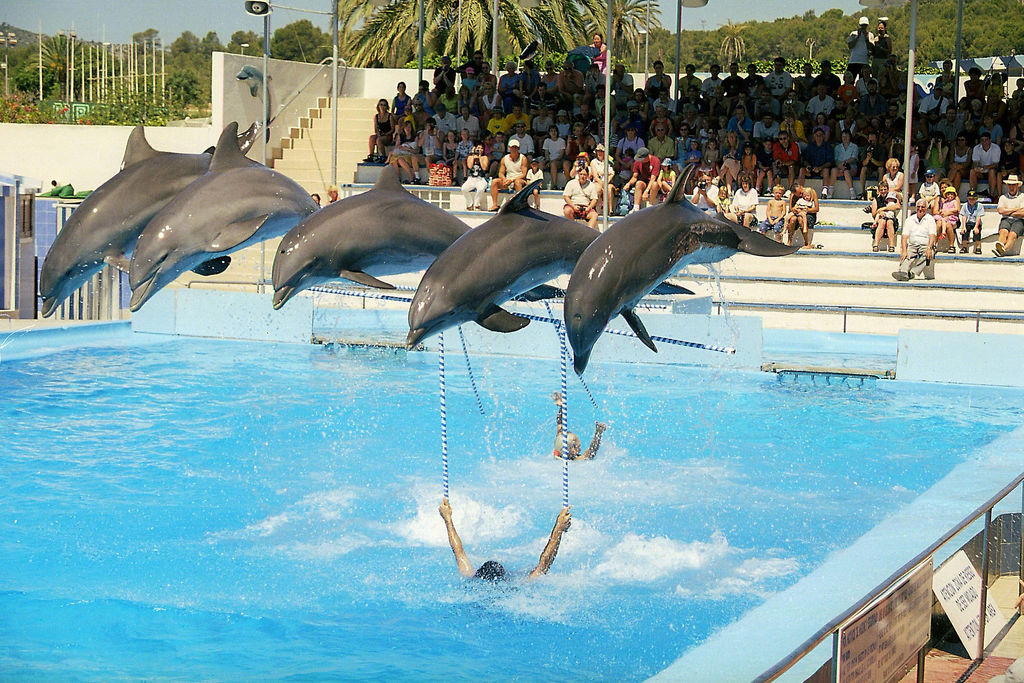
Numéro de dauphins dans un delphinarium de Majorque, 2006.

Depuis la fin des années 1960, Herman étudie les dauphins. Pour communiquer avec eux, il a développé, avec son équipe, un langage codé transmis par le bras et la main des entraîneurs. À des mots de vocabulaire tels que « panier » ou « ballon » se sont ajoutés des termes abstraits qui font référence à une connaissance grammaticale de base : « gauche », « droite », « à l'intérieur », etc.
Au-delà de l'habileté des dauphins à répondre aux demandes des entraîneurs, Herman a démontré que ces animaux pouvaient créer des mouvements qui n'avaient pas fait l'objet d'un entraînement. Au cours d'une expérience, des mots comme « planche de surf », « nageoire dorsale », « toucher » sont transmis à l'un des dauphins de Herman. Au signal, l'animal nage vers la planche, se tourne sur le côté et le touche de sa nageoire dorsale – une réponse qu'on ne lui avait jamais enseignée. À la suite de cette observation, le chercheur et son équipe ont conçu un signe pour demander aux dauphins d'inventer un mouvement de leur choix.

### Capacité d'adaptation et esprit créateur
L'un des aspects de la recherche actuelle sur l'intelligence animale repose donc sur la définition même du concept d'« intelligence ». Aussi est-il nécessaire de se pencher sur la question d'appréciation des résultats d'expérimentations et des conceptions usuelles de l'intelligence humaine. Pour plusieurs personnes, l'intelligence animale ne réfère pas à la production d'idées, comme c'est le cas chez l'humain instruit par sa culture. Il ne serait donc pas question de réfléchir pour contourner certains obstacles, pas plus que d'« esprit créateur », tel qu'observé chez les dauphins de Herman. Des chercheurs affirment que l'intelligence animale serait plutôt la faculté d’un animal à s'adapter aux pressions nouvelles de son environnement. Dans cette optique, être intelligent consisterait uniquement à apprendre à s'adapter et à tirer profit des changements du milieu.

## Problèmes particuliers
L'intelligence animale est étudiée sous différents angles, dont l'utilisation d'outils, la mémoire et le langage.

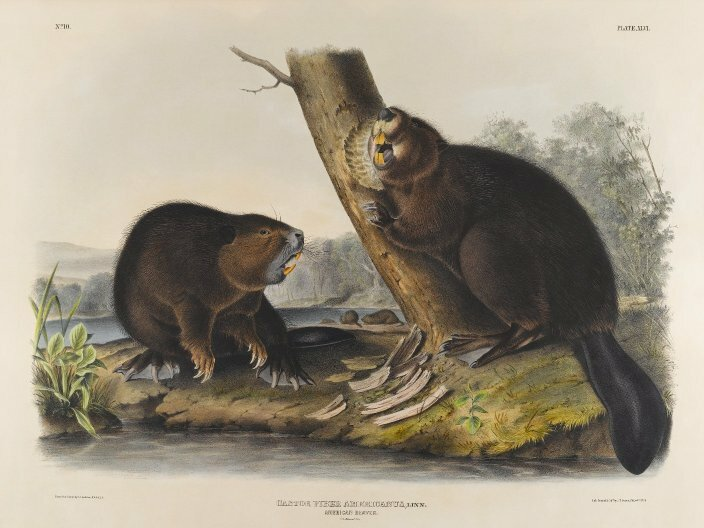
Castors du Canada à l'ouvrage. Illustration de John James Audubon, vers 1844.

Le biologiste Rémy Chauvin s'est par exemple intéressé à l'utilisation d'outils développés par les animaux en fonction de situations particulières : des nids de feuilles cousues par certaines fauvettes, la construction de barrages par les castors et les outils proprement dits utilisés par les primates pour la pêche aux fourmis et termites. Tout cela démontre qu'il ne s'agit pas d'instincts aveugles, mais de constructions pensées répondant à un but.
Quant à la mémoire, contrairement à ce que l'on pourrait penser, celle des animaux est très développée. Les animaux vivent et se développent par un processus d'apprentissage et de traitement de l'information permettant de résoudre un problème posé par l'environnement. C'est ce qu'on appelle la cognition. En effet, grâce à la cognition, un animal réussit à faire face à des situations nouvelles. De plus, lorsqu'une ancienne situation se reproduit, l'ancien réflexe rejaillit de sa mémoire et, de cette manière, l'animal agira selon le processus de stimulus-réponse.
Enfin, la question du langage repose sur le mauvais choix de terme utilisé. Faudrait-il parler de « langage » ou de « communication » quand il est question d'animaux ? Des expériences avec des singes, des oiseaux et des dauphins, dont il est question plus loin, ont démontré chez eux une capacité à apprendre un langage ou quelque chose qui ressemble au langage. Mais des controverses subsistent quant à ce que ces animaux ont vraiment appris.

## Questions abordées par la recherche
Pour comparer l'intelligence de différentes espèces, il est difficile d'imaginer un test qui ne soit pas biaisé d'une façon ou d'une autre. Nombre de tests sur la capacité des animaux à résoudre des problèmes n'étaient, au début, pas fiables. Le même test, utilisé avec la même espèce, donnait parfois des résultats différents selon le type d'appareil employé. Parfois aussi, le même test, avec le même appareil, donne des résultats étonnamment différents.
Les scientifiques ont imaginé nombre d'expériences pour découvrir si certains animaux peuvent maîtriser des problèmes requérant l'apprentissage d'une règle générale. On peut apprendre à des animaux à choisir dans un lot d'objets celui qui correspond à un échantillon. Les primates apprennent très vite à résoudre ce genre de problèmes, mais un pigeon a besoin de nombreux essais. Harry Harlow avait conçu un test pour mesurer la capacité des animaux à suivre des règles et à faire des inférences valides. Au lieu de tester des singes par une simple discrimination visuelle, Harlow leur présentait une série de tests pour lesquels il fallait appliquer chaque fois la même règle. Si l'animal s'améliore lors d'une telle série, on dit qu'il a acquis un certain ensemble d'apprentissage en série (learning set). Ainsi, on pouvait donner à l'animal une suite de problèmes de discrimination et le classer, ensuite, selon son taux d'amélioration.
Lorsqu'on classe les animaux selon leur taux d'amélioration sur une série de problèmes, on peut prédire leur rang d'après un index de développement du cerveau,. Cet index est une estimation du nombre de cellules nerveuses dans le cerveau qui s'ajoutent à celles qui sont nécessaires pour le contrôle des fonctions corporelles. Il semble qu'on puisse concevoir des tests pour l'intelligence animale qui soient semblables à ceux appliqués à l'intelligence humaine et qui différencient les membres d'espèces distinctes.

### Aspects culturels du comportement
L'évolution est un résultat de la sélection naturelle, et la transmission héréditaire des caractéristiques acquises n’est normalement pas possible. Quelle que soit l’adaptation d'un animal individuel à son environnement, que cette adaptation soit apprise ou physiologique, les adaptations acquises ne peuvent se transmettre à la descendance par voie génétique. C'est une notion largement acceptée parmi les biologistes. Cependant, l'information peut se transmettre de parent à enfant par imitation et par imprégnation. En général, le passage d'informations d'une génération à la suivante par des voies non génétiques s'appelle « échange culturel ».
L'imitation n'est pas forcément un signe d'intelligence supérieure. Des animaux peuvent se copier l'un l'autre du simple fait de la facilitation sociale. De nombreux animaux mangent davantage lorsqu'ils sont nourris en groupe que lorsqu'ils sont seuls. On a démontré cela expérimentalement aussi bien chez les poussins, les chiots et les poissons que chez les opossums.

### Langage

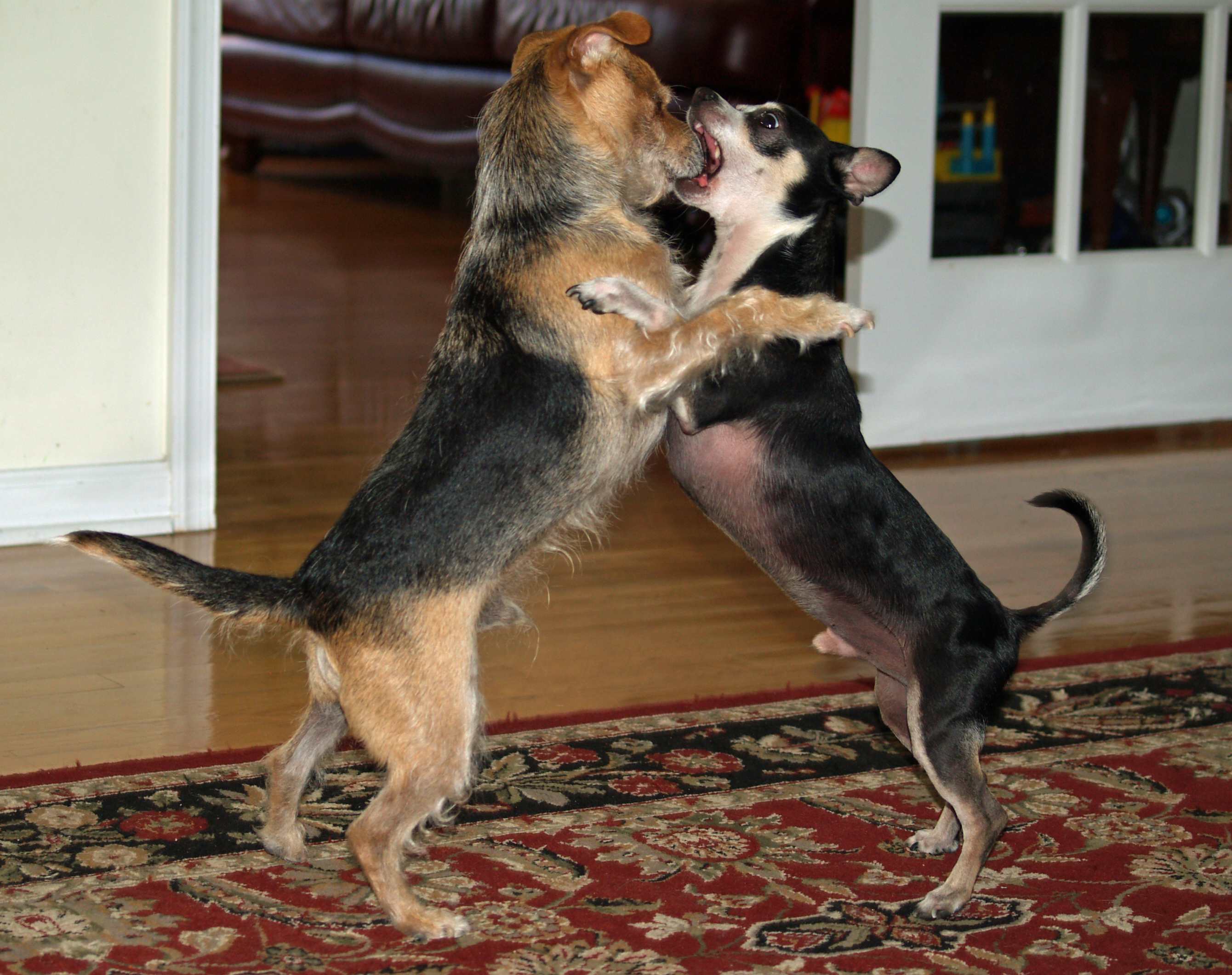
La « communication » animale possède certains points communs avec le « langage » humain. Ici, deux chiens communiquant en face à face.

Parler de « langage animal » pose un problème de définition du terme « langage ». On utilise souvent le terme « langage » au sens large, incluant celui de « communication » : en ce sens, les animaux communiquent plus ou moins bien, par diverses voies, et certains animaux ont une communication remarquable – sans l'aide de l'homme, comme chez les abeilles étudiées par Karl von Frisch, ou acquise grâce à l'homme, comme chez les grands singes par exemple. Toutefois, il n'y a pas de différences entre le transfert d'informations par les insectes eusociaux et celui entre les cellules d'un organisme. Il s'agit d'une façon de réagir à des stimuli et d'en produire des nouveaux qui est entièrement codée dans les gènes. Il est donc plus juste de considérer les abeilles comme des composants d'un super-organisme organisé par l'évolution que comme des organismes qui communiquent. L'usage du langage, toutefois, n'est reconnu qu'à l'homme et certains oiseaux et grands mammifères.
Le linguiste Émile Benveniste, dans un article de 1952, Communication animale et langage humain, établit clairement la différence entre communication et langage, distinction toujours valable aujourd'hui pour la linguistique. Il reprend, en rendant hommage à leur auteur, les travaux de Frisch sur la communication des abeilles – la « danse » qui indique l'endroit où se trouve du pollen –, et il se base sur ceux-ci pour définir ce qu'est le langage. Le linguiste définit la communication des abeilles comme un « code de signaux » qui « dénote un symbolisme particulier qui consiste en un décalque de la situation objective » : des données visuelles et géographiques (où se trouve le pollen). Dans le langage humain, au contraire, « le symbole en général ne configure pas les données de l'expérience, en ce sens qu'il n'y a pas de rapport nécessaire entre la référence objective et la forme linguistique » ; c'est-à-dire que les signes du langage humain sont arbitraires et ne ressemblent pas à ce qu'ils désignent.

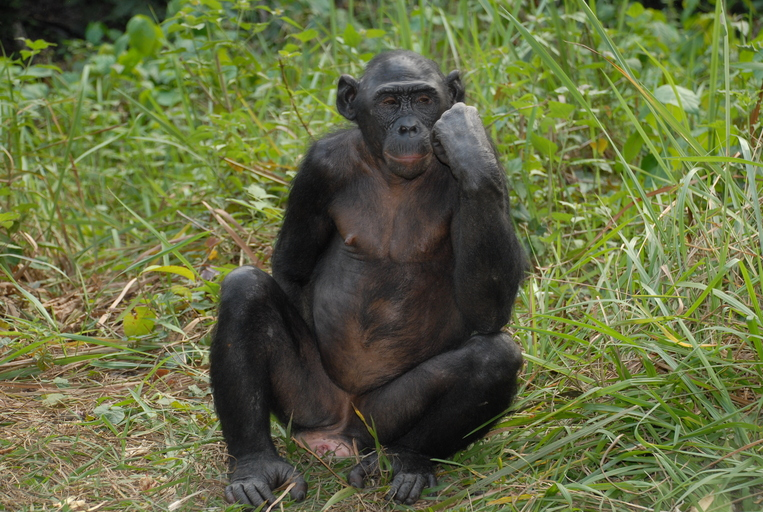
Un bonobo. Photo 2008.

L'une des difficultés de l'étude d'éventuelles capacités langagières chez l'animal réside dans le fait que, lorsqu'on tente une définition du langage, elle se résume souvent à une définition du langage humain, excluant de facto une telle maîtrise chez l'animal. Les éthologistes, comme Irene Pepperberg ou Sue Savage-Rumbaugh, sont plus nuancés et invitent à placer la communication sur un continuum. Les différences seraient donc davantage de degré que de nature.

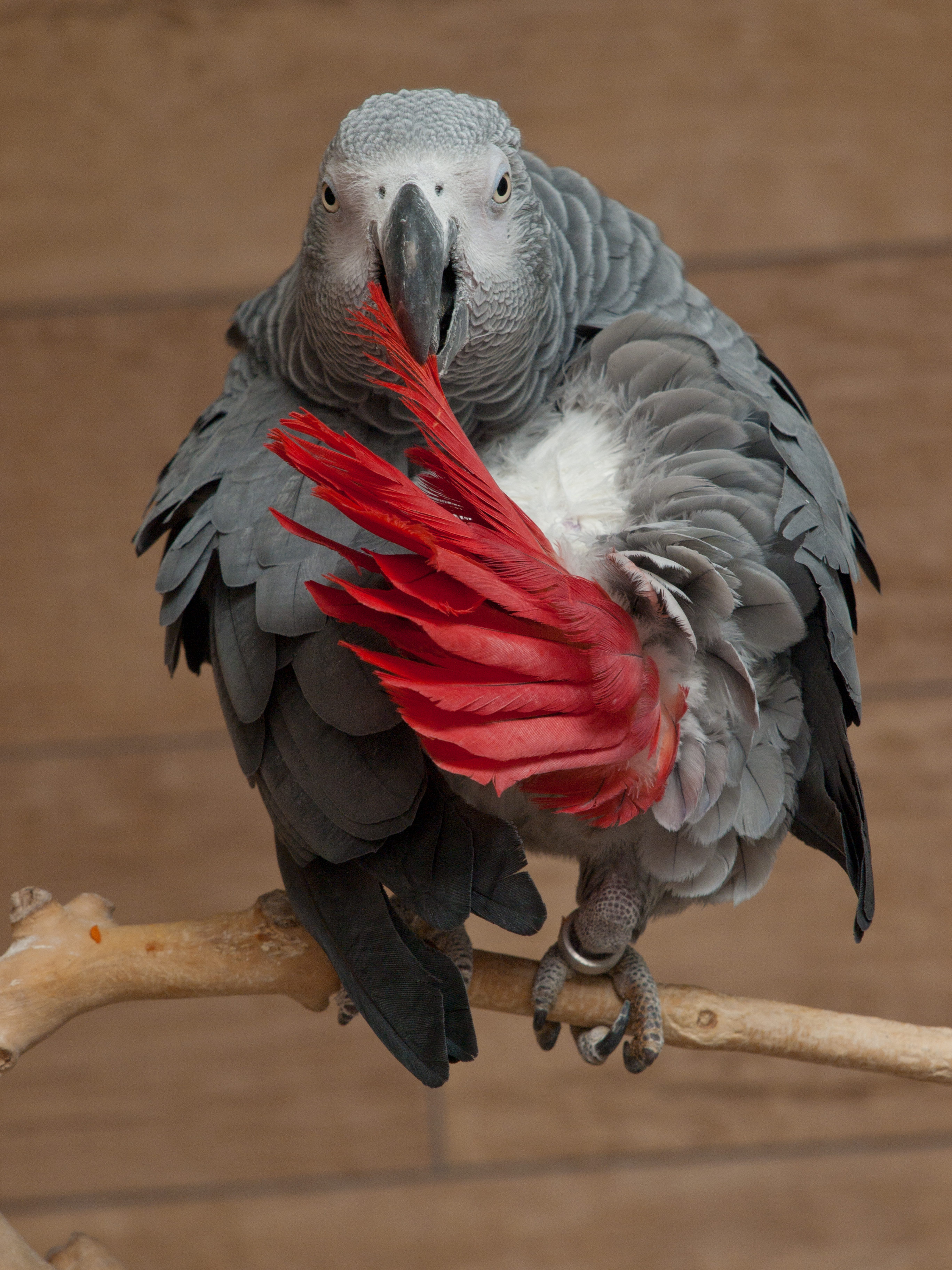
Un perroquet gris du Gabon. Photo 2010.

Sue Savage-Rumbaugh, au travers de l'apprentissage d'un langage symbolique, le « yerkish », a pu montrer que le chimpanzé bonobo Kanzi est capable d'associer des lexigrammes avec des objets, des actions ou des personnes. Il peut également créer des associations de lexigrammes pour créer un sens nouveau. Ces créations originales ne relèvent donc pas d'un apprentissage.
Selon Louis Lefebvre, professeur de biologie à l'Université McGill, il est possible de vérifier la capacité que certaines espèces ont à apprendre des « phrases » formées de séquences de symboles. Alex, un perroquet gris du Gabon, a montré à sa maîtresse Irene Pepperberg qu'il pouvait non seulement décrire des objets, les identifier et nommer leur différence, mais aussi dire des phrases courtes comme « Alex donne pomme Irène », ou l'inverse. Il s'agit donc là de symboles, en référence aux objets, que le perroquet place dans l'ordre logique de l'action.

### Construction de catégorie (catégorisation)
La capacité à regrouper des objets au sein d'une même classe, suppose, en plus de l'élaboration d'une relation de ressemblance ou de différence entre les caractéristiques physiques des stimuli, le recours à une représentation de la classe comme entité discriminable elle-même de celle d'une autre classe.
Des études spectaculaires ont été menées sur le pigeon par Richard Herrnstein et ses collaborateurs afin d'attester cette capacité. Des pigeons ont été entraînés à discriminer, sur un ensemble de quatre-vingt diapositives, celles sur lesquelles figurent des arbres – la moitié du lot – de celles où il n'y a pas d'arbres – l'autre moitié. Une seule diapositive est montrée à la fois. Le pigeon reçoit un stimulus positif, en l'occurrence de la nourriture, quand il donne en guise de réponse un coup de bec sur une clé se trouvant sous la diapositive montrant un arbre ; lorsqu'il répond de cette manière à une diapositive sur laquelle ne figure pas d'arbre, il ne se passe rien. Après un grand nombre de séances d'entraînement, la plupart des pigeons ont discriminé correctement les deux sous-ensembles d'objets, c'est-à-dire qu'ils ne becquettent plus guère la clé que lorsque des arbres leur sont montrés. Pour les chercheurs, les pigeons sont parvenus à abstraire le concept d'arbre dans la mesure où ils sont capables de le généraliser à d'autres spécimens d'arbres pour lesquels ils n'avaient pas été entraînés.
Ces capacités de discrimination du pigeon ne se limitent pas à des objets comme les arbres, objets dont l'importance est évidente pour un oiseau. D'autres recherches ont en effet montré que cet oiseau est également capable de reconnaître des scènes aquatiques comportant des poissons de celles où les poissons sont absents. D'autres travaux suggèrent que l'animal peut considérer des dimensions plus abstraites dans les processus de catégorisation. Fagot et Thompson montrent qu'ils peuvent par exemple regrouper dans la même classe des paires d'objets représentant les mêmes relations abstraites d'identité ou de différence.
Cette capacité de catégorisation a également été démontrée chez les dauphins et les singes. Elle semble largement répandue dans la nature et n'est pas une caractéristique propre de l'espèce humaine.

### Mémoire
Des données, recueillies à l'aide de protocoles expérimentaux similaires et se rapportant à la mémoire de listes, sont disponibles à la fois pour le pigeon et pour le singe. Ces travaux permettent d'établir des comparaisons entre deux espèces et de comparer également les performances des animaux avec des sujets humains.
La technique de l'apprentissage sériel a été appliquée à des singes apelles par D'Amato et Colombo. Les singes ont acquis plus rapidement que les pigeons une liste de cinq objets comprenant des couleurs ou des formes non colorées. D'après Terrace, le singe développe une représentation linéaire de la liste lui imposant de commencer au début de celle-ci et de s'y déplacer jusqu'à ce qu'il localise l'un des items apparaissant dans un sous-ensemble donné. En revanche, pour produire sa séquence, le pigeon s'appuierait sur la saillance du premier et du dernier item de la liste. L'ensemble de ces résultats montre que l'oiseau et le primate mettent en œuvre des stratégies cognitives qui, bien que différentes, impliquent l'usage de représentations dans l'apprentissage de listes d'items.
De son côté, Tetsurō Matsuzawa, primatologue japonais, a étudié les capacités d'un chimpanzé, baptisé Ayumu, à reproduire une séquence de chiffres après ne les avoir vus qu'une fraction de seconde. Un groupe d'étudiants fut ensuite soumis au même test, et il apparut qu'avec six mois d'entraînement, ceux-ci étaient moins rapides que le singe. Matsuzawa observe qu'Ayumu réussit à reproduire la séquence dans 80 % des cas, tandis que les étudiants n'y parviennent que dans 40 % des cas,. Joël Fagot et Robert Cook ont montré que des pigeons et des babouins peuvent mémoriser des milliers d'images et les réponses qui leur sont associées, et garder une trace en mémoire de ces apprentissages pendant une durée estimée à un an.

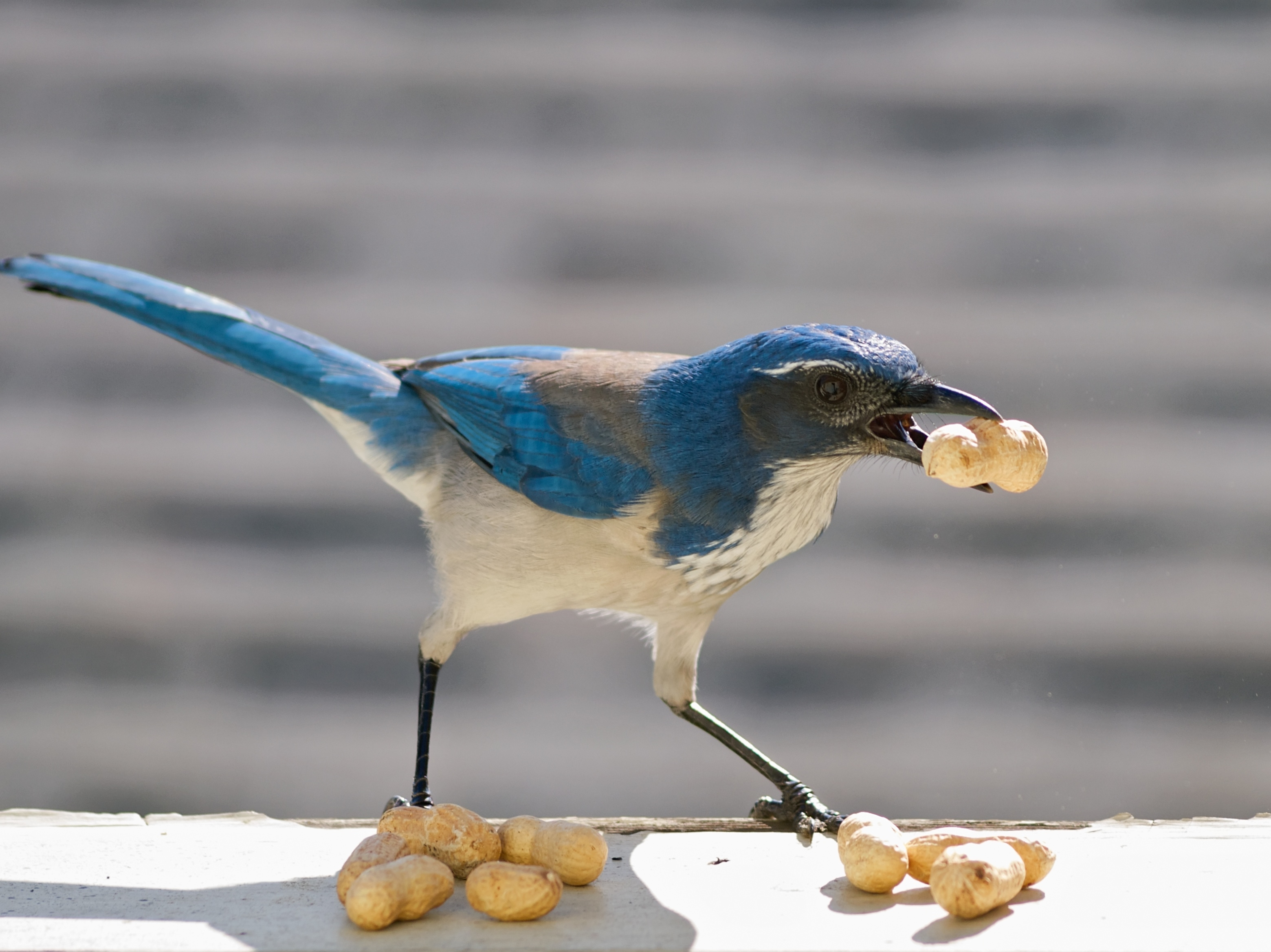
Un geai buissonnier avec des cacahuètes. Photo 2009.

La mémoire épisodique, que l'on croyait exclusive aux humains, est la capacité de se souvenir d'un objet dans un moment donné et à un endroit précis. Le geai buissonnier, qui a l'habitude de cacher de la nourriture, est un bel exemple. Nicolas Clayton de l'Université de Cambridge et son équipe ont voulu reproduire le phénomène en laboratoire. Ils ont placé le geai dans une cage à trois compartiments communiquant entre eux, mais dans laquelle seul le compartiment de droite contenait de la nourriture. Durant deux heures par jour, pendant cinq jours, les chercheurs ont enfermé l'oiseau dans l'un des compartiments, qui un jour contenait de la nourriture et le jour d'après non. Le sixième jour, l'oiseau avait déplacé de la nourriture dans le compartiment qui n'en contenait pas. Le chercheur a conclu que l'oiseau avait une capacité à planifier en se servant de sa conscience du passé, du présent et du futur.

### Comptage
La capacité des animaux à compter est généralement testée en proposant le choix entre au moins deux dispositifs différant par le nombre d'items (le bon choix étant associé à une récompense), et en variant les situations de choix. Les singes et les oiseaux sont capables de compter : par exemple, les cormorans utilisés en Chine dans une forme de pêche traditionnelle n'acceptent de continuer, après une série de sept prises, que s'ils peuvent manger le huitième poisson,. Certains insectes aussi savent compter (jusqu'à 4 pour les abeilles,).
Une variante des tests précédents permet d'évaluer la capacité des animaux à évaluer si un nombre est plus grand qu'un autre, et même leur capacité à considérer le zéro (l'absence d'items) comme un nombre inférieur aux autres. Cette capacité a été démontrée chez les gris du Gabon et chez les singes rhésus, et jusque chez les abeilles domestiques.
Des expériences scientifiques ont par exemple révélé que les bébés humains se trouvent sur un pied d'égalité avec les animaux lorsqu'il s’agit d'arithmétique simple : une découverte étonnante qui met en évidence l’intérêt de la recherche sur l'intelligence animale. D'une manière générale, les performances numériques des singes et des humains au langage arithmétiquement pauvre ne se distinguent pas fondamentalement.

### Permanence de l'objet
Les théories de Jean Piaget concernant le développement de l'intelligence chez l'enfant ont inspiré un certain nombre de travaux en psychologie comparée de la cognition. Selon ce psychologue – également biologiste, logicien et épistémologue –, l'acquisition de la permanence de l'objet est très importante pour le développement de la pensée. Grâce à l'acquisition de cette permanence, l'enfant peut concevoir les objets comme des entités fixes et permanentes. Cette acquisition entre la naissance et l'âge de deux ans passe par une série de six stades. Elle sert de support à de multiples acquisitions au cours de l'enfance et est indispensable pour l'organisation de l'espace, du temps et de la causalité.
La permanence de l'objet apparaît au cours du stade 3 pour l'enfant, vers l'âge de six mois. Dans les stades suivants, l'enfant maîtrise les déplacements visibles d'un objet sous des « écrans » – des serviettes de bain, par exemple, ou n'importe quoi pouvant servir à le dissimuler –, puis est capable d'en reconstituer mentalement les déplacements invisibles que l'expérimentateur fait effectuer à celui-ci.
De nombreuses espèces animales, comme le hamster, le poussin, le chat et les primates, ont été soumis à des tests de permanence de l'objet. Les résultats à ces tests diffèrent selon les espèces concernées, et seuls les primates montrent un ordre d'apparition des stades correspondant à celui qui est observé chez l'enfant. Toutefois, certaines espèces s'arrêtent au stade 4. C'est le cas pour le singe-écureuil étudié par Vaughter et ses collaborateurs. Le chimpanzé étudié par Wood et ses collaborateurs franchit toutes les étapes et parvient même au stade 6 plus rapidement que l'enfant. Il n'est pas surprenant que des primates non humains, qui se déplacent de façon autonome dans l'espace beaucoup plus tôt que les jeunes enfants, apprennent plus rapidement qu'eux les relations objectives et spatiales entre objets. Le test de permanence de l'objet pourrait donc remplir un rôle différent dans les constructions cognitives de l'homme et du primate.

### Utilisation d'outils et degré d'innovation

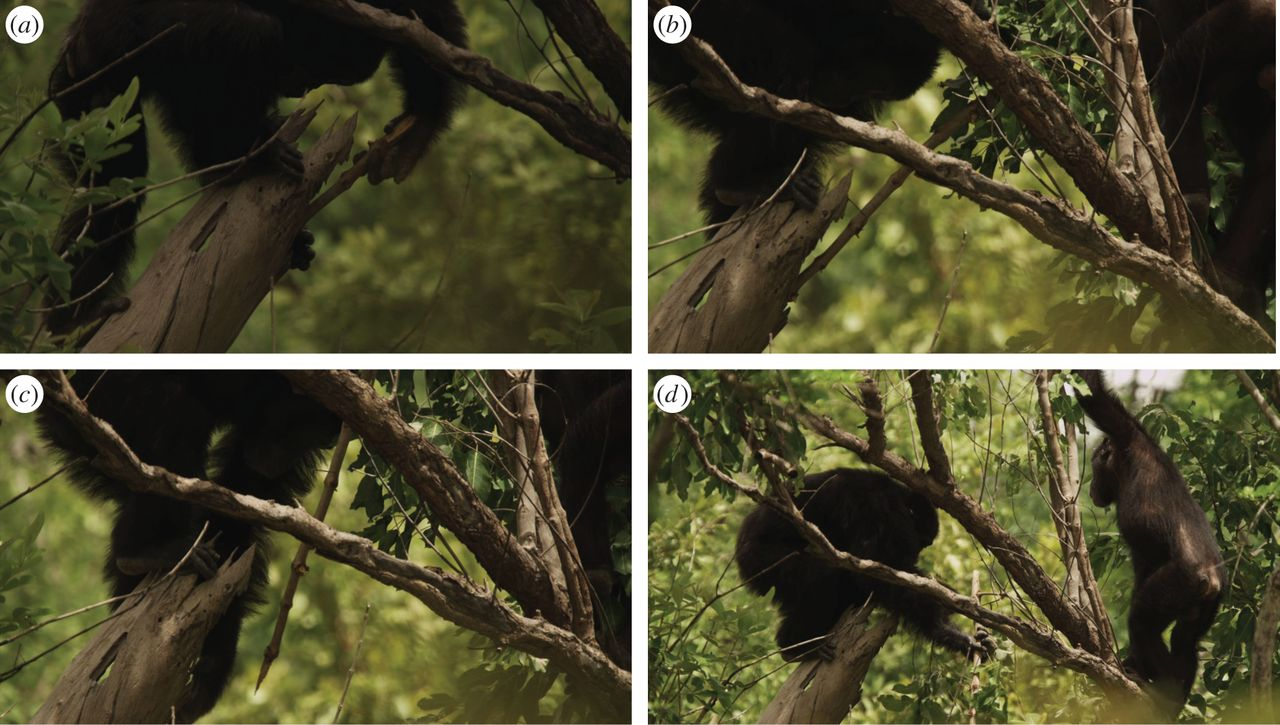
Un chimpanzé se servant d'un outil pour chasser. Photos prises au Sénégal dans les années 2010.

La capacité d'utiliser des outils a très longtemps été considérée comme un aspect de l'intelligence. Cette capacité se développe chez un individu probablement grâce à un mélange d'apprentissage imitatif et instrumental. À cet égard, il est difficile de séparer l'utilisation d'outils par les primates du développement de l'exploration chez le pinson pic. Certains biologistes, tout en admettant que l'utilisation d'outils n'est pas, en soi, un signe d'intelligence, arguent qu'elle prépare le terrain pour un comportement réellement intelligent, qui implique l'innovation.
Le cas d'emploi d'outil le plus accompli rapporté à ce jour concerne le cassage de noix par les chimpanzés, observé par Sugiyama et Koman en Guinée, et par Hedwige Boesch dans la Forêt de Taï en Côte d'Ivoire.
Les noix les plus fréquemment cassées par ces chimpanzés possèdent une coque très dure, et cette activité requiert des conditions spécifiques : la présence d'une « enclume » – une souche ou une pierre plate – sur laquelle la noix est placée et d'un « marteau » – un morceau de bois ou une grosse pierre – qui sert d'outil pour la briser. La résistance de ces noix contraint les chimpanzés à sélectionner les meilleurs « marteaux » et à les transporter jusqu'au pied des noyers. Une étude de l'organisation spatiale du transport des « marteaux » conduite par le couple Boesch suggère que les chimpanzés se souviennent des lieux où les outils possibles se trouvent. De plus, ils choisissent leurs pierres de telle sorte que le trajet entre l'outil sélectionné et l'arbre implique le parcours minimal. La stratégie adoptée par le chimpanzé consiste à sélectionner d'abord un arbre porteur de noix, puis à choisir une pierre en fonction de la distance à parcourir. Pour les chercheurs, ces comportements supposent une représentation spatiale élaborée qui permet au chimpanzé de mesurer les distances et de les comparer entre elles.
Un autre exemple stupéfiant : les chimpanzés et les corbeaux de Nouvelle-Calédonie ont la capacité d'utiliser des brindilles qu'ils adaptent et insèrent dans un trou d'arbre ou une crevasse pour dénicher des insectes et se nourrir. Ces observations ont été faites maintes fois en milieu naturel. Toutefois, il arrive que les chercheurs observent des événements inusités qui relèvent de l'innovation. Par exemple, une corneille d'Israël a été aperçue alors qu'elle utilisait un morceau de pain qu'elle laissait flotter à la surface de l'eau pour leurrer des poissons. Elle alla même jusqu'à tenter de les attirer vers des endroits plus accessibles pour elle.
Enfin, le trap-tube test est aussi une méthode utilisée pour vérifier si l'animal comprend la relation de cause à effet lors de l'utilisation d'un outil. Le Dr Elisabetta Visalberghi a observé des capucins en train de se servir d'une sorte de bâtonnet qu'on leur avait fourni pour retirer d'un tube de la nourriture qu'on y avait préalablement placée. En poussant sur la nourriture avec le bâtonnet, la nourriture tombait de l'autre côté et n'était pas accessible, alors que si le singe essayait de tirer la nourriture vers lui, il pouvait l'obtenir. Le capucin n'a pas été capable de comprendre le phénomène de façon assez convaincante pour les chercheurs.

### Raisonnement
Sue Savage-Runbaugh observa avec l'aide de Kanzi, singe bonobo, que les primates sont capables de mentir. Pour ce faire, elle offrit une clé à Kanzi. Ce dernier alla la cacher une fois Sue repartie. Par la suite, la chercheuse demanda au singe de lui redonner la clé, mais semblant l'avoir perdue, tous les deux se sont mis à la chercher, sans résultat. Une fois seul, le singe alla chercher la clé et l’utilisa pour sortir de son enclos.
Un autre cas recensé de mensonge implique la femelle gorille Koko. S'exprimant en langage gestuel, elle impliqua sa monitrice alors qu'elle avait détruit un évier. Lorsqu'on lui demandait pourquoi elle avait commis un tel geste, Koko répondait avec front : « Kate évier mal ».
Pour ce qui concerne leurs capacités logiques, des expériences ont montré que les rats ont la capacité d'apprendre des règles et de les transférer d'une situation à une autre, qu'ils sont capables d'inférences causales et possèdent l'aptitude de distinguer la cause d'un simple phénomène associé, que les otaries maitrisent le concept d'identité logique entre deux éléments visuels très différents, que les chimpanzés ont le sens de la causalité, savent raisonner de façon inférentielle par exclusion, connaissent les règles élémentaires de la physique (idée du poids sur une balance…) et que certains d'entre eux sont capables de raisonner selon un processus d'inférence transitive.

### Emotions et leurs expressions
La peur de l'anthropomorphisme a eu pour conséquence que les chercheurs ont longtemps abordé avec prudence cet aspect de l'intelligence animale. L'émotivité animale existe, les animaux et notamment les primates exprimant des sentiments forts, souvent proches de ceux des humains.
Les travaux de Jaak Panksepp ont montré que le rire n'est pas une expression émotionnelle qui est le propre de l'homme. Il est présent chez des animaux relativement proches de l'homme comme les singes bonobos ou les chimpanzés, mais également chez des animaux plus éloignés comme les rats. Les circuits neuronaux du rire se trouvent d'ailleurs dans des zones du cerveau humain phylogénétiquement très anciennes.
Les chercheurs se sont posé la question de savoir dans quelle mesure les animaux ressentent ce que nous nommons de l'« amour ». A priori, la chimie de l'amour ne distingue pas l'Homo sapiens des autres êtres vivants. Des cas ont été décrits dans de nombreuses espèces, notamment chez les baleines. L'éthologiste Marc Bekoff voit la confirmation de ce sentiment dans le comportement de certains animaux, qui ayant perdu leur conjoint, perdent également le goût de vivre, ce qui peut aller jusqu'à provoquer leur mort.
Sara, une jeune chimpanzé apprit le langage des sourds et muets, expliqua à son gardien qu’elle s’ennuyait d’un copain décédé. Selon Étienne Danchin, chercheur et coauteur du livre Éthologie comportementale, cette anecdote démontre que les primates peuvent avoir une certaine conscience du vide et ressentir de l’angoisse.

### Théorie de l'esprit
Un courant de recherche récent en psychologie animale, initié en 1978 par Premack et Woodruff, envisage la question des attributions de savoirs et de pensées chez les animaux et en particulier chez les primates. Dans cette perspective, le chercheur tente de déterminer si, par exemple, des chimpanzés pensent que leurs congénères ont des intentions. Ce type de question est abordé dans le cadre de la théorie de l'esprit (theory of mind).
Deux raisons permettent de parler de « théorie ». La première tient au fait que les états mentaux ne sont pas des phénomènes directement observables et qu'il faut donc les inférer. De plus, l'existence de ces systèmes inférentiels permet à celui qui les possède de réaliser des prédictions à propos du comportement d'autres individus.

### Conscience de soi
Le thème de l’attribution des savoirs concerne en premier lieu les connaissances qu’un individu peut élaborer à propos de lui-même. Une méthode pour évaluer ces connaissances se rapporte par exemple aux réactions que cet individu manifeste devant son image dans un miroir.
L'un des tests les plus usités pour vérifier l'intelligence d'un animal est l'épreuve du miroir, qui consiste à placer l'animal à tester seul devant un miroir pour voir s'il se « reconnaît », s'il a conscience de lui-même. Pour ce faire, l'animal est marqué avec de la peinture à un endroit où il ne peut pas s'observer lui-même, par exemple sur le front pour un chimpanzé. Ensuite, l'observateur étudie le comportement de l'animal : s'il attaque son reflet ou le fuit, c'est signe qu'il ne comprend pas que c'est lui qu'il voit dans le miroir et non pas un autre animal. Par contre, s'il tente de savoir ce qu'il y a derrière le miroir, s'il touche la marque de peinture avec insistance et s'il inspecte diverses autres parties de son corps qu'il ne peut observer par lui-même, c'est signe qu'il comprend que c'est lui qu'il voit dans le miroir, et donc cela prouve qu'il a conscience de lui-même. À ce jour, seuls les grands singes, le dauphin, l'orque, la pie, le corbeau, l'éléphant et le porc, ont passé avec succès le test du miroir. Les premiers tests faits avec les grands singes n'ont pas été concluants car les chercheurs plaçaient la caméra en face de l'animal. Or, les grands singes détestent se regarder dans les yeux. Ils détournaient donc le regard de l'écran. Si l'on place la caméra de côté, le grand singe se reconnaît aisément.
L'épreuve du miroir ne serait pas adaptée à toutes les espèces,, car par exemple, pour certaines, notamment chez les mammifères, c'est l'odeur qui est le principal facteur de reconnaissance de soi et des autres individus, et non la vision.
Des phénomènes de coopération, de collaboration voire d'assistance à l'autre sont observés chez certaines espèces et individus (au sein d'une même espèce et parfois avec d'autres espèces). Deux jeunes manchots éloignés de leur groupe le retrouvent plus vite et en ligne plus droite en couple que seuls.

### Vie sociale
Les animaux sont également des créatures sociales. Des études ont montré l'importance des connaissances sociales chez les éléphants. Les groupes sont organisés par les matriarches qui possèdent les « répertoires de la connaissance sociale » et sont les détentrices du savoir collectif. Ainsi, la possession de capacités discriminatoires renforcées par l'individu le plus âgé d'un groupe peut influencer les connaissances sociales du groupe dans son ensemble. L'étude souligne le danger pour le groupe quand les individus plus âgés et plus expérimentés, qui sont souvent une cible pour les chasseurs en raison de leur grande taille, sont mis à mort
Les primates ont une vie sociale particulièrement riche. Les babouins et les chimpanzés consacrent une grande partie de leur temps à observer ou identifier autrui. Ce lien social lié à l'apprentissage a un effet bénéfique. Ainsi, les enfants des femelles babouins fortement associés aux autres survivent mieux. Le primatologue Frans de Waal a notamment mis en évidence le phénomène de réconciliation chez de nombreuses espèces de primates après une interaction conflictuelle, aptitude que l'on considérait auparavant comme réservée à l'espèce humaine. Dans La politique du chimpanzé (1987), il montre que la complexité du jeu social de ces animaux est très loin de se réduire à un système hiérarchique basé sur la seule force physique.

## Histoire

### Dans l'antiquité
Savoir si l'animal est doté de raison est une question que les humains se posent depuis les débuts de la philosophie et de la science. En Occident, des philosophes comme Platon, Aristote ou Descartes ont grandement contribué à la réflexion sur l'intelligence animale.
Aristote (384-322 av. J.-C.) croyait que l'homme était le seul des animaux à posséder le logos (mot grec, traduit approximativement en français par « la raison ») et l'« âme pensante ». Il concédait toutefois aux animaux la phronesis (intelligence pratique). Cette distinction entre une intelligence reposant sur la raison, la conscience de soi et la capacité de manipuler des concepts abstraits et une intelligence pratique plus associée à la ruse et à la résolution de problèmes concrets, influença grandement les théories scientifiques ou philosophiques sur l'intelligence animale.

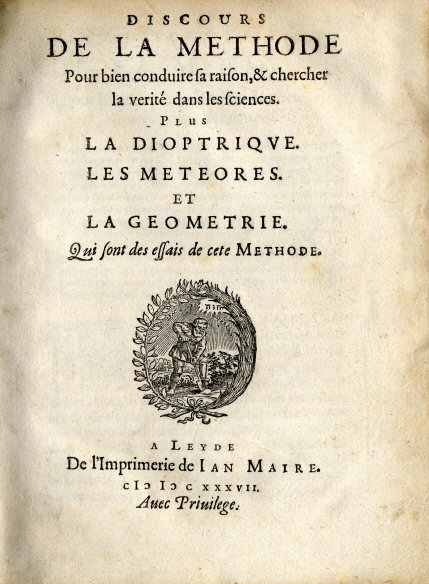
Le Discours de la Méthode de Descartes (1637).

### Cartésiens contre empiristes et sensualistes (XVIIeetXVIIIesiècles)
Au XVIIe siècle, le philosophe français René Descartes (1596-1650) marqua l'imaginaire collectif avec sa théorie des animaux-machines. Il exposa sa vision de l'intelligence animale à travers deux textes : la cinquième partie du bien connu Discours de la méthode et la fameuse lettre au marquis de Newcastle. Pour Descartes, il n'existe aucune machine qui puisse utiliser les signes ou le langage et encore moins accéder à l'universalité. Les animaux se rapprocheraient des machines en ce qu'ils n'ont pas la faculté de réfléchir de manière abstraite et adaptée à chaque situation :

« Et je m'étais ici particulièrement arrêté à faire voir que s'il y avait de telles machines qui eussent les organes et la figure extérieure d'un singe ou de quelque autre animal sans raison, nous n'aurions aucun moyen pour reconnaître qu'elles ne seraient pas en tout de même nature que ces animaux ; au lieu que s'il y en avait qui eussent la ressemblance de nos corps, et imitassent autant nos actions que moralement il serait possible, nous aurions toujours deux moyens très certains pour reconnaître qu'elles ne seraient point pour cela de vrais hommes : dont le premier est que jamais elles ne pourraient user de paroles ni d'autres signes en les composant, comme nous faisons pour déclarer aux autres nos pensées : car on peut bien concevoir qu'une machine soit tellement faite qu'elle profère des paroles, et même qu'elle en profère quelques-unes à propos des actions corporelles qui causeront quelque changement en ses organes, comme, si on la touche en quelque endroit, qu'elle demande ce qu'on lui veut dire ; si en un autre, qu'elle crie qu'on lui fait mal, et choses semblables; mais non pas qu'elle les arrange diversement pour répondre au sens de tout ce qui se dira en sa présence, ainsi que les hommes les plus hébétés peuvent faire. »

Au XVIIe siècle, la théorie des animaux-machines est encore défendue par Nicolas Malebranche (1638-1715),. Pour un naturaliste comme Buffon l'animal n'est qu'un automate.
En revanche, pour les empiristes comme Locke et plus tard les sensualistes comme Condillac, la théorie des animaux-machines n'est pas tenable,. François Bernier (1620-1688) rétorque contre cette thèse que personne ne pourra jamais croire qu'un animal écorché vif ne puisse avoir aucune sensation. À travers ce débat, c'est Réaumur (1683-1757) qui semble être le plus enclin à accorder la plus grande part d'intelligence à l'animal. Il va jusqu'à placer certaines des compétences animales au-dessus de celles de l'homme. En 1700, le philosophe John Locke (1632-1704) ouvre la porte au compromis.

### XIXesiècle: Darwin, Romanes
Le béhaviorisme prend forme à la fin du XIXe siècle et atteint son apogée dans les années 1960. Charles Darwin (1809-1882), dont les écrits ont eu une influence sur les fondateurs de la psychologie moderne, a reformulé la question sur l'intelligence animale, entre autres dans son livre L'Origine des espèces mais aussi, plus tard, dans L'Expression des émotions chez l'homme et les animaux. Pour lui, les mécanismes d'évolution ne s'appliquent pas exclusivement aux caractères physiques mais également au fonctionnement mental et aux émotions. Il amène l’idée, nouvelle pour l'époque, que les expressions humaines du visage, et par là, la psychologie, ne sont pas fondamentalement différentes de celles des animaux.
C'est en 1882 que George J. Romanes (1848-1894) publie son livre Animal Intelligence dans lequel il évoque l'« inférence subjective » qui implique que les activités des organismes non-humains sont analogues aux activités humaines. Sa méthode contribua à l'établissement de la théorie du béhaviorisme strict avec John B. Watson (1878-1958) puis B. F. Skinner (1904-1990).

### Développement de l’éthologie moderne

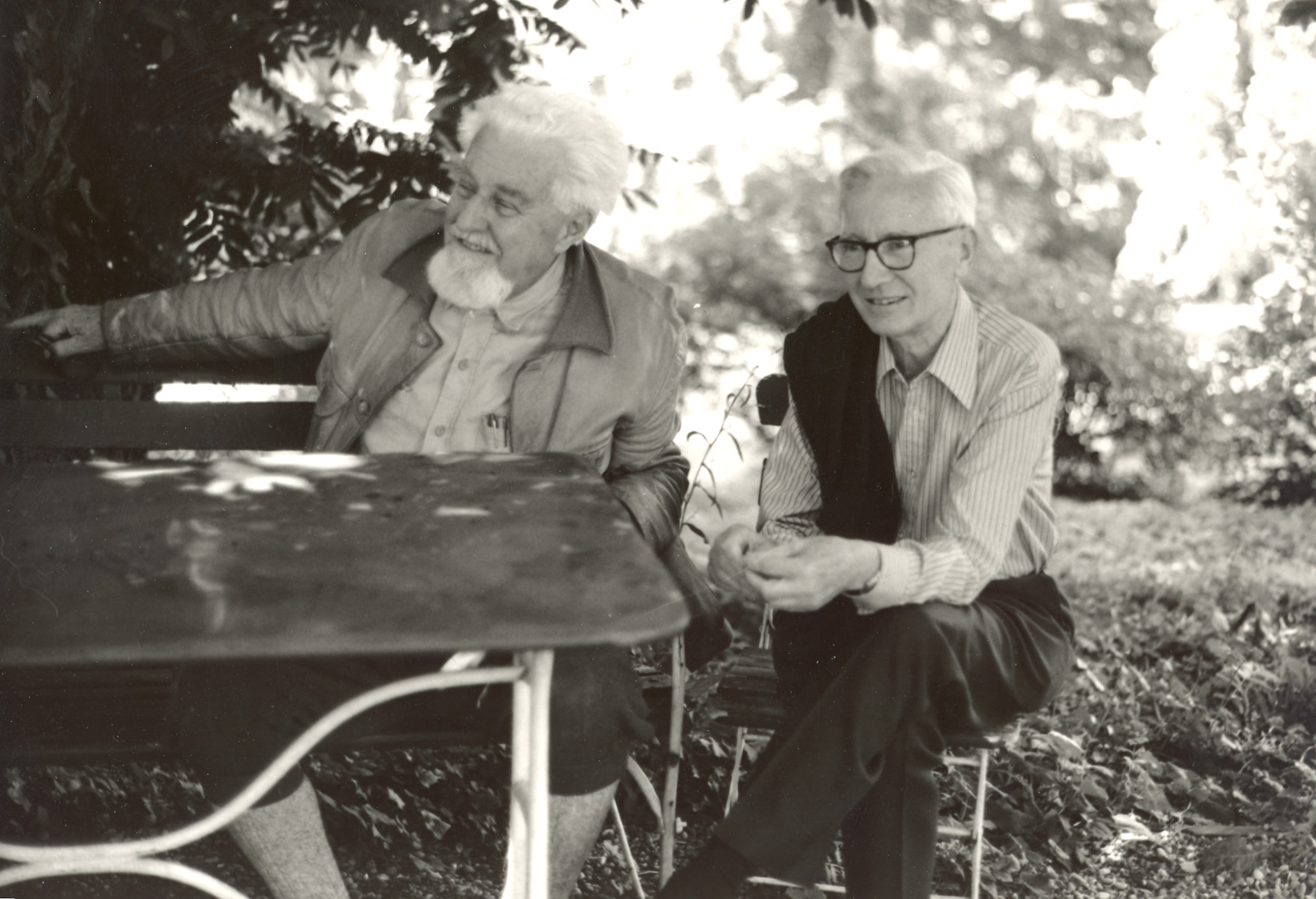
Konrad Lorenz (à gauche) et Nikolaas Tinbergen (à droite).

Konrad Lorenz (1903-1989), pionnier dans l’étude du comportement animal, a travaillé avec l’approche expérimentale qui puise sa source au béhaviorisme et à la pensée de Darwin. Ses observations du monde animal l’ont amené à l’élaboration de grandes théories sur le comportement animal. L’ensemble de ses découvertes et le développement de modèles de comportements sociaux et individuels lui ont valu le prix Nobel de physiologie en 1973. L’Université de Vienne lui a aussi rendu hommage en nommant l’institut d’éthologie par son nom. Le milieu des années 1950 a été une période prolifique pour les scientifiques du domaine de la zoologie et de la biologie. Les théories de Lorenz et Tinbergen se retrouvent à la base des études qui seront faites par la suite.
Pierre-Paul Grassé, zoologiste français, fut très influent dans les années 1950 et 60 et permit par l’organisation de congrès la rencontre de chercheurs venant de plusieurs domaines différents. Lors du colloque « L’instinct dans le comportement des animaux et de l’homme » en 1954, des béhavioristes américains, Daniel S. Lehrman et T. C. Schneirla (en), confrontent les théories de Lorenz[Quoi ?].
Les années 1960 se jouent sous le signe de la psychologie grâce à la contribution de Henri Piéron et Étienne Rabaud. Ils mettent sur pied un institut inter-facultés de psychologie à l’Université de Paris en 1921 (aujourd’hui Institut de Psychologie Paris V). C’est à ce moment que des cours, de plus en plus populaires, de psychophysiologie sont dispensés, et ainsi s’inscrit le lien étroit entre biologistes, zoologistes et psychophysiologistes. Cette chaire de recherche se développera jusqu’au début des années 1960.

## Animaux reconnus pour leur intelligence

### Mammifères

#### Cétacés
Les cétacés ont un langage extrêmement complexe et certaines communautés de cétacés se transmettent des comportements de génération en génération, comportements que l'on ne retrouve pas chez les autres groupes de la même espèce. C'est par exemple le cas pour certaines techniques de chasse des orques et des baleines à bosse.[réf. nécessaire]
Les dauphins ont passé avec succès le test du miroir. Des spéculations sur l'intelligence des dauphins datent de l'époque de la Grèce antique ; cependant, on sait que le dauphin détient le quotient encéphalique le plus élevé des animaux, presque égal à celui de l'Homme. On effectue de nombreuses études sur les capacités cognitives des cétacés.
Parmi celles-ci, un dauphin nommé Akeakamai, à l'Institut de dauphin d'Honolulu à Hawaï, semble connaître la grammaire. Elle a appris quelques phrases, mais sait également reconnaître des bouts de phrases sensés à l’intérieur de phrases insensées. L'institut réalisant ses expérimentations sur ce sujet considère ceci comme une preuve directe de l'intelligence des dauphins. Les dauphins disposent également d'un sens de l'orientation bien plus développé que le nôtre.
Le cachalot possède un cerveau six fois plus gros que celui de l'homme. Si l'intelligence était fonction de la grosseur du cerveau, le cachalot serait plus intelligent que l'homme. Cependant, la méthode de vérification reste encore à trouver. En effet, l'évaluation des capacités cognitives des cétacés ne peut pas s'effectuer de la même façon que pour celle des hommes, car leurs émotions et leur mode de communication sont différents. De plus il faut prendre en compte la masse totale de l'animal. Le cachalot ayant un poids bien supérieur à celui de l'Homme, il a besoin d'un plus gros cerveau pour contrôler son corps[réf. nécessaire].
Exemple de cétacé célèbre auquel fut prêté une intelligence élevée :

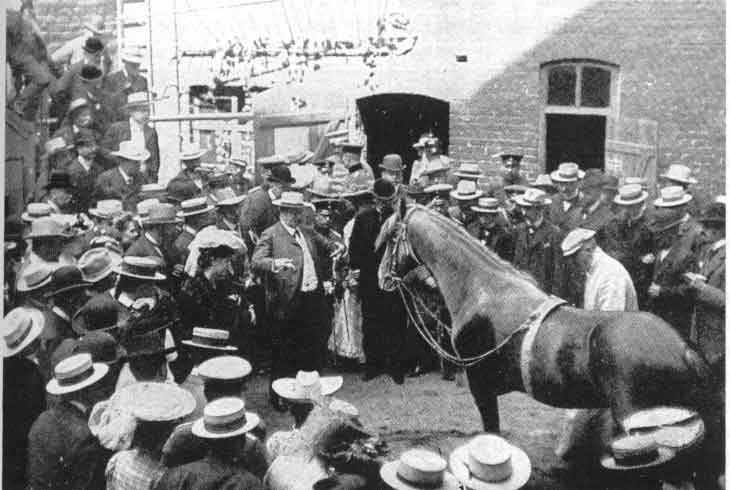
Photographie de Hans le Malin

- Phoenix le Dauphin star : dauphin

#### Chevaux
Le cerveau du cheval, plus petit que celui de l’humain, fonctionne différemment. Leur mode de raisonnement diffère de celui des hommes. En effet, étant des proies, ils doivent toujours se tenir sur leurs gardes, à l’affût d’un danger et leur premier réflexe devant un danger demeure la fuite. Leur perception de ces dangers serait augmentée par leur capacité d’entendre une plus grande plage de son que les humains dans les ultrasons et par leur large champ de vision.
Historiquement peu étudiés pour leur capacité cognitive et malgré l'existence de plusieurs mythes quant à leurs capacités limitées, les chevaux distinguent les couleurs et apprennent de quatre façons : par l'habituation ; par la désensibilisation ; par le conditionnement classique et par le conditionnement opérant.
Exemple de cheval célèbre étudié dans le cadre de l'intelligence chez les chevaux : Hans le Malin.

#### Éléphants
Les éléphants ont une très bonne mémoire. Ils manifestent de plus une certaine fascination pour leurs morts, triturant souvent les morceaux d'os d'éléphants qu'ils trouvent et se réunissant autour de leurs cadavres. Ces « rites mortuaires » ont en partie inspiré le mythe du cimetière des éléphants.
Enfin, ils réussissent peut-être le test du miroir. Après les chimpanzés capables de se reconnaître dans un miroir, puis les dauphins, signe d'une intelligence « supérieure », ce serait en effet le tour des éléphants d'être dotés de cette capacité que les hommes ont longtemps cru être leur seul apanage. La démonstration vient d'être faite par trois spécialistes du comportement cognitif animal : Joshua Plotnik, expert en éléphants d'Asie, Frans de Waal, connaisseur des bonobos et des chimpanzés, et Diana Reiss, spécialiste des dauphins.
Les chercheurs se montrent toutefois prudents. Happy, Maxine et Patty, les trois éléphantes d'Asie du zoo du Bronx à New-York, n'ont pas répondu de la même façon aux tests de reconnaissance de soi dans le miroir. Seule Happy a touché avec sa trompe la croix blanche que les expérimentateurs avaient tracée à son insu derrière son œil droit, et à plusieurs reprises. Ses deux autres compagnes de zoo sont restées totalement indifférentes à cette marque visible, comme si elles ne la voyaient pas.
Dès les années 1980, Gordon Gallup avait émis l'hypothèse que les éléphants et les dauphins, des espèces sociales et capables d'empathie envers leurs semblables, devaient eux aussi accomplir ces expériences avec succès. Plusieurs vidéos accompagnent l'étude sur le site de la revue de l'Académie des sciences. « D'autres espèces comme les pies et les corbeaux devraient réagir positivement aux tests du miroir », commente Georges Chapouthier du CNRS, qui ne se montre pas du tout surpris des performances cognitives des éléphants. De même, il n'est pas étonné de voir que les trois éléphantes ne réagissent pas toutes de la même façon devant le miroir. Comme les humains d'ailleurs.
Plus récemment, un éléphant d’Asie du zoo de Washington, Kandula, jeune mâle de 7 ans, a été observé à plusieurs reprises en train d’utiliser un cube en bois comme tabouret pour atteindre des fruits sinon hors de portée. Il est à noter que ce n’est pas cette utilisation du cube comme outil qui est pertinente dans cette observation — les éléphants de cirque réalisent peu ou prou la même chose, et l’utilisation de bâtons comme outils est bien connue — mais le fait que Kandula n’ait pas procédé par essai-erreur ni même par association des éléments présent dans son environnement immédiat : « Durant plusieurs séances, Kandula ne fit que regarder le fruit suspendu, ignorant le bâton ainsi que le cube qui étaient à proximité ».

« Il ne fit aucune tentative d’utilisation d’un outil pour atteindre la nourriture durant sept séances de 20 minutes réparties sur sept jours différents. Puis il eut ce qui semble être une révélation soudaine et se dirigea droit vers le bloc, le poussa en ligne droite juste sous le fruit, grimpa dessus et attrapa le fruit en un mouvement agile. Nous ne pouvons pas voir dans leur tête… mais le fait qu’il se dirigea immédiatement vers le bloc suggère qu’il avait imaginé d’avance [la marche à suivre]. »

« Afin d’aller à un autre endroit pour aller trouver un outil qui n’est pas visible près de l’objectif, l’éléphant doit imaginer ce dont il a besoin, savoir ou le trouver, s’éloigner de l’objectif qu’il veut atteindre afin de trouver l’outil, et ainsi de suite — tout cela allant bien au-delà du modèle d’apprentissage habituel de la plupart des animaux. Cette trouvaille est une preuve supplémentaire que les éléphants sont à classer parmi les animaux « à gros cerveau » lorsqu’il est question de compréhension de la notion de cause à effet et de résolution mentale de problème. »

#### Grands singes

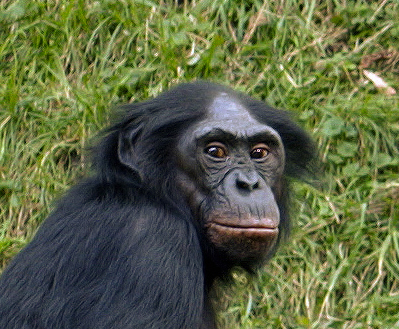
Bonobo

Les « grands singes » ne sont pas catégorisés par rapport à leur taille mais bien selon l'espèce à laquelle ils appartiennent. Sur le plan de l'intelligence, ils partagent certains caractères avec l'homme.

#### Capacités communes aux grands singes et à l'homme
L'évolution très récente de la génétique a permis à l'homme de mieux évaluer les différences qui le séparent des grands singes. Les analyses génétiques ayant permis de mieux dater le moment de la séparation des hommes et des singes, en la situant entre −8 et −5 millions d'années, n’ont été effectuées qu'il y a moins de vingt ans.
Les grands singes sont des êtres sociables. Les chimpanzés vivent dans des communautés pouvant atteindre une centaine d'individus. Jugés tout d'abord inaptes à pouvoir faire preuve d'invention, des recherches plus récentes démontrent qu'ils ont fabriqué des outils bien avant l'homme, invalidant ainsi des vieux préjugés.
Avec plus de 99,4 % de patrimoine génétique en commun avec l'homme, le bonobo (nom scientifique : Pan paniscus) est le plus proche cousin de l'humain.
La théorie de l'évolution de Darwin rend difficilement concevable l'existence d'un fossé infranchissable entre les capacités cognitives humaines et celles des grands singes, puisque nos capacités cognitives auraient commencé à émerger à une époque où nous partagions tous un ancêtre commun. Là est le but de l’entreprise du projet Grands singes.
Le problème avec le jeu de la comparaison est toutefois de trouver une limite qui distingue les deux éléments étudiés. Les limites qui s'imposent à cette théorie sont multiples, mais reposent principalement sur la difficulté à généraliser le comportement des quelques primates observés à l'ensemble de la population des grands singes. Il est impossible de pouvoir prétendre à l'acquisition d'un certain standard qui serait calqué sur l'homme. En revanche, il existe certaines spécificités chez certains groupes de grands singes.

#### Des spécificités propres à certaines sous-catégories de grands singes
Les grands singes ont des capacités intellectuelles importantes. Ils sont capables d'apprendre, de communiquer en utilisant un langage gestuel ou le Yerkish, de fabriquer et d'utiliser des outils, de même que de se reconnaître dans un miroir. De plus, les individus d'une même famille entretiennent des liens étroits tout au long de leur vie.

##### Le langage des grands primates
Les dernières études[réf. nécessaire] sur les aptitudes anatomiques des premiers hominidés repoussent les prémisses du langage à il y a deux millions d'années. Il existe plusieurs théories différentes à ce sujet, dont les deux suivantes.
Le langage mimétique[citation nécessaire], une théorie développée par Merlin Donald, propose une première forme de langage mimant les actions et les objets. Par exemple, pour proposer une chasse à ses congénères, le singe aurait simulé le lancer d'une sagaie.
Le protolangage[citation nécessaire], élaboré par le linguiste Derek Bickerton, part d'un langage primitif d'il y a deux millions d'années. Il serait composé de juxtapositions de mots concrets sans grammaire permettant aux mots d'avoir un sens global peu importe l'ordre dans lequel ils sont utilisés.

##### Conscience de soi
Le test du miroir : en effet, les chimpanzés, les bonobos et les orang-outans, avec l'éléphant d'Asie, le porc, le dauphin, la pie, certains corvidés et certains perroquets, sont les seuls animaux capables de se reconnaître dans un miroir. Gordon Gallup, psychologue de l'Université d'Albany, a prouvé[réf. nécessaire] par ses tests que le singe se reconnaît, et en conclut[citation nécessaire] qu'il a donc une conscience de soi.

##### Fabrication et utilisation d'outils
La primatologue Jane Goodall a été la première à découvrir que les chimpanzés créaient et utilisaient des outils. Ces outils sont multiples et complexes, empreints d'un caractère traditionnel et sont employés différemment dans les communautés.
À Gombe, en Tanzanie, les chimpanzés ont développé des techniques particulières pour pratiquer la pêche aux fourmis rouges. Afin d'atteindre ces insectes à la morsure douloureuse, les chimpanzés effeuillent une brindille d'une taille choisie pour en faire une canne à pêche qu'ils introduisent dans la fourmilière à la manière d'une sonde.
Les chimpanzés du Sierra Leone sont amateurs des fruits du kapokier, arbre au tronc recouvert d'épines acérées. Ceux-ci se fabriquent des protections à partir de brindilles coincées sous la plante des pieds afin d’escalader ces troncs sans douleur et de cueillir les fruits convoités.
En Guinée et en Côte d'Ivoire, les chimpanzés utilisent des outils en pierre ou en bois fabriqués selon le même principe du marteau et de l'enclume. À l’aide de ceux-ci, ils peuvent casser des noix de palme, de coula ou de panda. Ce comportement nécessite un long apprentissage par le jeune puisqu’il est constitué d'un ensemble de connaissances transmises au fil des générations au sein de la colonie.
De plus, ils consomment des plantes aux vertus médicinales, qui sont elles aussi employées par les hommes des populations voisines, comme l'Aspilia ou les tiges de Vermonia amygdalina.

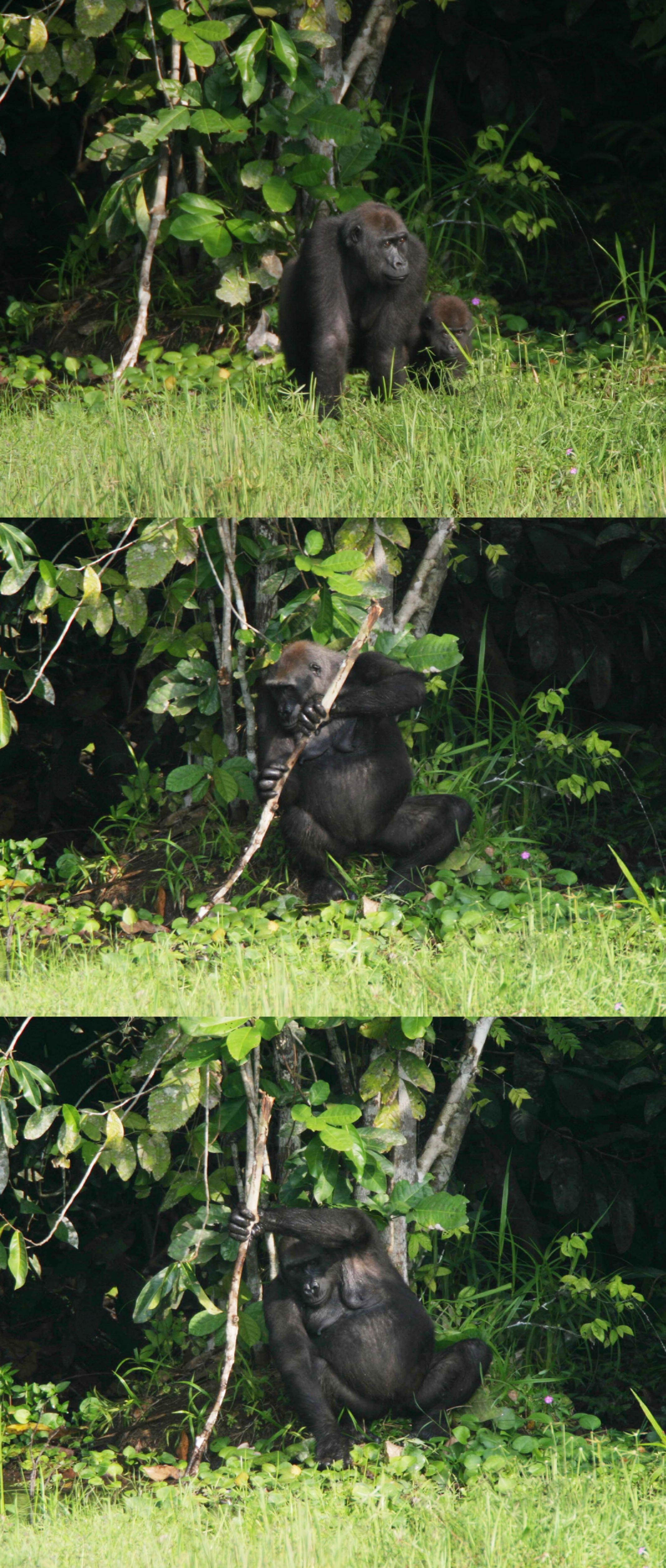
Une femelle gorille utilisant un outil (ici un bâton) pour se stabiliser dans une zone marécageuse afin de ramasser de sa main libre des herbes aquatiques (2005).

Exemples de quelques cas de grands singes rendus célèbres par les expérimentations dont ils ont été les sujets :
- Koko : gorille
- Kanzi : bonobo
- Washoe : chimpanzé
- Nim Chimpsky : chimpanzé

#### Rats
Les rats sont capables d'inférence transitive, mais incapables d'inférence rétrospective. L'inférence réfère à la capacité de tirer des conclusions, de déduire ou d'induire. Ils peuvent faire preuve de métacognition, apprennent vite et ont une bonne mémoire.
Les rats sont capables d’inférence transitive (intelligence temporelle et numérique). Autrement dit, ils apprennent rapidement à évaluer quels comportements adopter en fonction du temps alloué et du nombre d’objets attribués dans une situation donnée. Des expériences effectuées par L. Kohlberg, à l’aide d’une méthode de renforcement négatif (octroi d’une punition lors d’un mauvais résultat), le démontrent. Par exemple, dans l’une d’entre elles, les rats devaient se restreindre à manger un nombre précis de cubes de nourriture, sans quoi ils étaient punis. Une fois ce châtiment aboli, les rongeurs se ravitaillaient sans se limiter; alors que si la punition était restaurée, ils s’empressaient de s’échanger des cubes, pour respecter la règle.
Burrhus Frédéric Skinner en est arrivé à des résultats aussi concluants par le renforcement positif (octroi d’une récompense lors d’une bonne réponse), notamment en donnant une pastille à un rat s’il pressait sur un levier. Ce dernier comprenait le lien entre le geste effectué et la récompense qui en découlait. Il recommençait donc, en augmentant la cadence, pour avoir accès au plus grand nombre de pastilles possible. Si les pastilles n’étaient distribuées qu’à la suite d’un nombre exact de pressions, l’animal semblait attendre son dû uniquement à ce moment. D’autre part, lorsque les pastilles n’étaient distribuées qu’à intervalle régulier, le rat évaluait cette durée et pressait le levier au moment opportun.
Toutefois, le rat est incapable d’inférence rétrospective (vue d’ensemble permettant de tirer des conclusions par rapport aux apprentissages passés). Des études démontrent qu’après avoir goûté à un aliment empoisonné, si on lui présente un aliment combiné (saveur mêlée au poison), le rat présente de l’aversion pour cet aliment. Par contre, après l’avoir mis en présence d’un aliment sain, si on lui présente de nouveau cet aliment combiné, le rat a moins d’aversion pour celui-ci. Ces résultats démontrent qu’il n’y a eu aucune compréhension du rat par rapport aux éléments « semi-empoisonnés » et que la présentation d’un élément « complètement empoisonné » ou « complètement sain » affecte sa perception des aliments combinés qu’on lui offrira après. Autrement dit, le rat est capable d'induction face aux choses qui se présentent directement à lui et dans un court laps de temps, mais incapable d’agir en tenant compte de tout ce qui lui est arrivé dans le passé.
Ce rongeur possède toutefois une mémoire spatiale très développée qui lui permet de s’orienter en peu de temps. Les chercheurs Davis et Parriag ont tiré cette conclusion en vérifiant la capacité des rats à mémoriser les distances relatives. Pour ce faire, ils ont enterré un cube de nourriture à une distance fixe (par exemple : à 50 % du milieu d’une boîte). Puis, lorsque le rat trouvait le cube en question, les chercheurs réduisaient les dimensions de la boîte, mais plaçaient la nourriture à la même distance relative (50 % des nouvelles dimensions). Les bêtes étaient, chaque fois, capables de retrouver instantanément les aliments, ce qui démontre leur excellente capacité à évaluer les distances.
Les scientifiques leur attribuent également une mémoire épisodique. Les rats sont ainsi capables de retenir des informations multiples et distinctes de leurs expériences passées. Ils peuvent donc assimiler le sujet (quoi ou qui), le lieu (où) et le moment (quand).
Une expérience de Babb et Crystal (2006) a ainsi démontré que les rats peuvent se souvenir de contraintes spatiales ou temporelles qui limitent l’accès à la nourriture. Ils sont aussi capables d’adaptation si les paramètres viennent à changer. Dans cette expérience, les rats avaient accès à différents emplacements avec des récompenses en nourriture de degrés variables de désirabilité pour le rat (ex. : récompense à saveur de raisin ou moulée régulière). L’approvisionnement d’un emplacement variait aussi dans le temps. Les rats ont fait preuve de flexibilité en adaptant leur comportement selon la disponibilité en nourriture.
Le rat est aussi capable de métacognition. Il s’agit de l’habileté à évaluer ses propres connaissances. Donc, à partir du moment où le rat n’est plus dans l’apprentissage d’une action, il parvient à réfléchir à cette action. Il a été démontré par une expérience de Foote et Crystal que le rat est, comme l’humain, capable d’accéder à un tel stade de maturité intellectuelle. L’expérience consistait à lui faire entendre des sons, afin qu’il juge si un son était long ou court. Au fil de l’expérience, les sons devenaient de plus en plus difficilement identifiables et discriminables. Les rats avaient deux choix : répondre correctement à la question et recevoir une grosse récompense (ils ne recevaient rien pour une mauvaise réponse) ou éviter la question et obtenir la moitié de la récompense. Lorsque les sons devenaient de plus en plus difficiles à classer, les rats choisissaient de ne pas répondre, plutôt que de donner une mauvaise réponse et de ne rien obtenir. Ils ont donc pu prouver qu’ils étaient capables de discerner leurs propres connaissances.

### Oiseaux
« Avoir une cervelle d’oiseau » est une expression populaire qui signifie « être sot ». Pourtant, ces volatiles sont dotés d’une grande intelligence. Certains scientifiques vont même jusqu’à dire que leur faculté de compréhension est aussi développée que celle des primates,. Selon Louis Lefebvre, ornithologue renommé rattaché à l’Université McGill et inventeur de la seule échelle de mesure du quotient intellectuel aviaire au monde, il existe des liens entre les primates et les oiseaux en ce qui a trait à l’évolution des structures du cerveau associées à l’innovation. Des chercheurs croient que les primates et les corvidés partagent le même bagage cognitif, soit l’imagination, le raisonnement de cause à effet et la capacité de dire l’avenir. Le cerveau des oiseaux est relativement gros comparé à la taille de leur tête et la densité de neurones est très élevée et est beaucoup plus importante que chez les mammifères par exemple. Ce facteur serait en lien avec leurs habiletés cognitives, contrairement à l'humain chez qui il n'y aurait aucune corrélation entre la grosseur du cerveau et l'intelligence[réf. nécessaire]. L’intelligence est souvent associée au cortex préfrontal (néocortex) chez les primates et autres mammifères. Chez les oiseaux, elle serait associée au mésopallium-nidopallium : la partie frontale du cerveau. Certaines espèces d’oiseaux utilisent des outils (un vautour qui utilise un os pour briser un œuf d’autruche), comptent (certains oiseaux peuvent remarquer que le nombre d’œufs dans leur nid a augmenté ou diminué), ont des souvenirs et raisonnent à propos des éléments qui les entourent. Ce dernier aspect a longtemps été associé uniquement aux êtres humains.
Une autre caractéristique de cet animal est sa façon de communiquer par le chant. Konrad Lorenz a démontré que les oiseaux chantent pour des raisons pratiques, les sons qu’ils produisent ne représentent pas que de la musique aux oreilles d’autres oiseaux, mais un langage. Ils chantent pour : attirer un partenaire, indiquer où ils se trouvent aux autres mâles et femelles ainsi que pour défendre un territoire où ils pourront élever et nourrir leurs petits.
De nombreux oiseaux chanteurs ont donc un répertoire composé de plusieurs chants (des dizaines, voire des centaines pour certaines espèces). Ce langage constitué de symboles, prouve l’intelligence des volatiles, puisque la capacité d’apprendre un tel mode de communication ne peut qu’être le fait d’un cerveau complexe.
On peut conclure que le chant des oiseaux est une capacité acquise et non innée : donc le fruit de l’intelligence.

#### Corvidés
La famille des corvidés comprend les geais bleus, les choucas, les pies, les freux, les corbeaux et les corneilles. Ces oiseaux vivent en groupe, comme les dauphins, les éléphants et les humains. Leurs aptitudes sociales font qu’ils doivent mémoriser davantage d’éléments pour vivre en société et doivent faire preuve d’inférence cognitive pour survivre. Ils sont capables, entre autres, de déterminer l’organisation hiérarchique au sein de leur groupe. Par contre, certaines recherches insinuent que ces animaux n’apprennent que par association et ne sont pas capables d’une réelle compréhension. Les corvidés peuvent fabriquer des outils, contrairement à beaucoup d'autres animaux intelligents qui utilisent uniquement les ressources disponibles, sans chercher à les modifier. Par exemple, ils vont tordre une brindille plutôt que d’en chercher une déjà tournée de la bonne manière. De plus, les chercheurs notent que malgré l’abondance de bouts de bois et de tiges dans leur environnement, ces oiseaux transportent leurs outils (permettant d’attraper larves et insectes), plutôt que de perdre leur temps à en chercher d’autres. Les corbeaux font preuve d’une grande imagination. Ils sont ainsi capables d’utiliser la circulation routière pour casser les noix qu’ils sont incapables de briser eux-mêmes. Les corbeaux s’arrêtent aux feux de circulation et attendent patiemment la lumière rouge avant de récupérer leur butin. Les geais, de leur côté, ont trouvé une stratégie pour éliminer les parasites de leur plumage. Ils s’assoient sur les nids de fourmis, qui les arrosent d’acide formique. Le biologiste américain Bernd Heinrich étudie les corneilles depuis 15 ans. Ses travaux démontrent que cet oiseau, tout comme le corbeau, fait preuve d’empathie. Il passe sa vie avec le même partenaire et ceux-ci s’entraident.
Une expérience du chercheur Bernd Heinrich prouve que les corbeaux réussissent à se berner les uns les autres. Le scientifique a observé un corbeau qui tenait un biscuit dans son bec et tentait d’échapper à l’attention de ses semblables. Après un certain temps, l’animal a caché son butin sous une touffe d’herbe. Aussitôt, un autre corbeau est allé récupérer le biscuit. Mais le biscuit n'y était plus: le premier corbeau l’avait plutôt caché ailleurs.
Récemment, il a été montré que les choucas sont sensibles à la direction du regard d'un humain, comportement qui semblait jusqu'alors limité aux grands singes. Lorenz a également montré - dans le cadre de ses travaux sur l'empreinte - qu’un Choucas élevé par un humain rejoindra s’il le peut une troupe de choucas dès qu’il sera en état de voler ; néanmoins, à sa maturité sexuelle, il adoptera un comportement de cour à l’égard d’êtres humains, et non de ses congénères.
Les corvidés possèdent une excellente mémoire. Selon les recherches d’Alan Kamil de l’Université du Nebraska, le geai bleu (Cyanocitta cristata) dissimule de la nourriture dans une cache pour la reprendre par la suite. Il peut ainsi emmagasiner de la nourriture dans des milliers de caches et se souvenir où la retrouver. Non seulement il repère toutes les caches, mais il se souvient également de la qualité de la nourriture qui y est emmagasinée et évite les caches où la nourriture pourrait s’être dégradée.

#### Perroquets
Dotés d'une excellente mémoire, les perroquets assimilent un vocabulaire plus ou moins varié et peuvent comprendre le sens des mots. Les perroquets sont les oiseaux les plus intelligents, ils se classent après les singes mais avant les dauphins. Certains perroquets appellent les différents membres de leur famille d'adoption par leur nom. Ils peuvent assimiler plus de 800 mots. C'est l'un des seuls animaux (avec les mainates) à pouvoir s'exprimer dans le même langage que les humains. Cette capacité facilite grandement la communication inter-espèce et l'évaluation de l'intelligence des perroquets. Le perroquet jaco est considéré comme le meilleur parleur et le plus intelligent des perroquets. Il distingue la forme, la couleur et la matière d’un objet et parvient à compter un nombre d’objets. Il est capable de dire quel objet est plus gros que l’autre.
Exemples de perroquets reconnus pour leur intelligence :
- Alex
- N'kisi

#### Columbinae

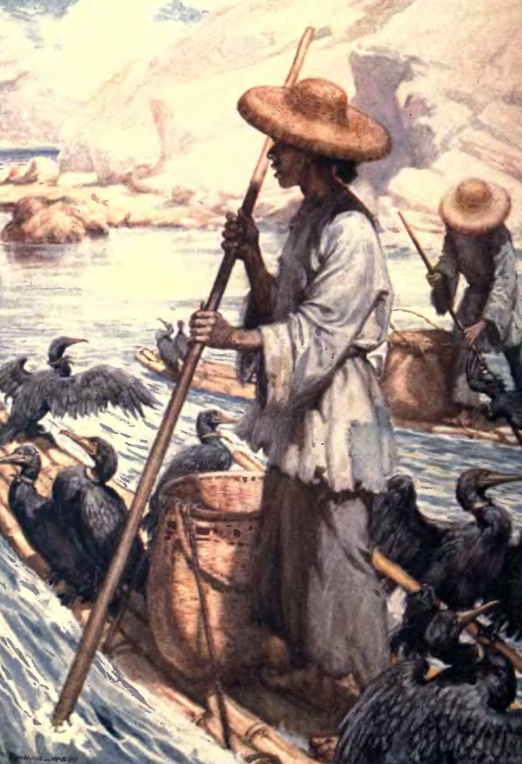
Cormorans.

Les oiseaux sont doués pour différencier des images et les catégoriser. Les pigeons, entre autres, utilisent les mêmes repères visuels que les humains pour reconnaître les objets et les visages. Une expérience de Frédéric Gosselin, professeur au département de psychologie de l’Université de Montréal, a révélé que les pigeons entraînés peuvent reconnaître non seulement le sexe d’une personne en regardant son visage, mais également l’émotion exprimée par celle-ci. Le pigeon, comme l’humain, observe la bouche pour discerner une émotion comme la joie et observe les yeux pour déterminer s’il s’agit d’un visage masculin ou féminin. Les pigeons peuvent par exemple distinguer une fleur d’un humain ou d’une voiture ou encore différencier les lettres de l’alphabet ou même des peintures de Van Gogh, Picasso et Monet.

#### Phalacrocoracidés
Les cormorans utilisés par les pêcheurs sont capables de compter le nombre de poissons qu’ils pêchent. Un article publié dans Biological Journal of the Linnean Society a rapporté que lorsque les pêcheurs entraînaient les cormorans à manger tous les huitièmes poissons pêchés, ces derniers étaient capables de compter leur pêche jusqu’à huit. Si les pêcheurs refusaient de leur donner un huitième poisson, ils refusaient de pêcher à nouveau.

### Céphalopodes
À ce jour, la pieuvre est le seul invertébré à avoir démontré sa capacité à faire usage d'outils. Au moins quatre spécimens d'Amphioctopus marginatus ont été observés alors qu'ils manipulaient des coquilles de noix de coco pour s'en faire une sorte de carapace protectrice,. La découverte de ce comportement a été reportée par le journal Current Biology et a aussi été filmée. Beaucoup d'autres invertébrés usent de divers objets pour s'en faire des coquilles ou un camouflage, mais ces comportements sont loin d'égaler celui de la pieuvre en complexité.

Pieuvre ouvrant un récipient en dévissant le bouchon de celui-ci
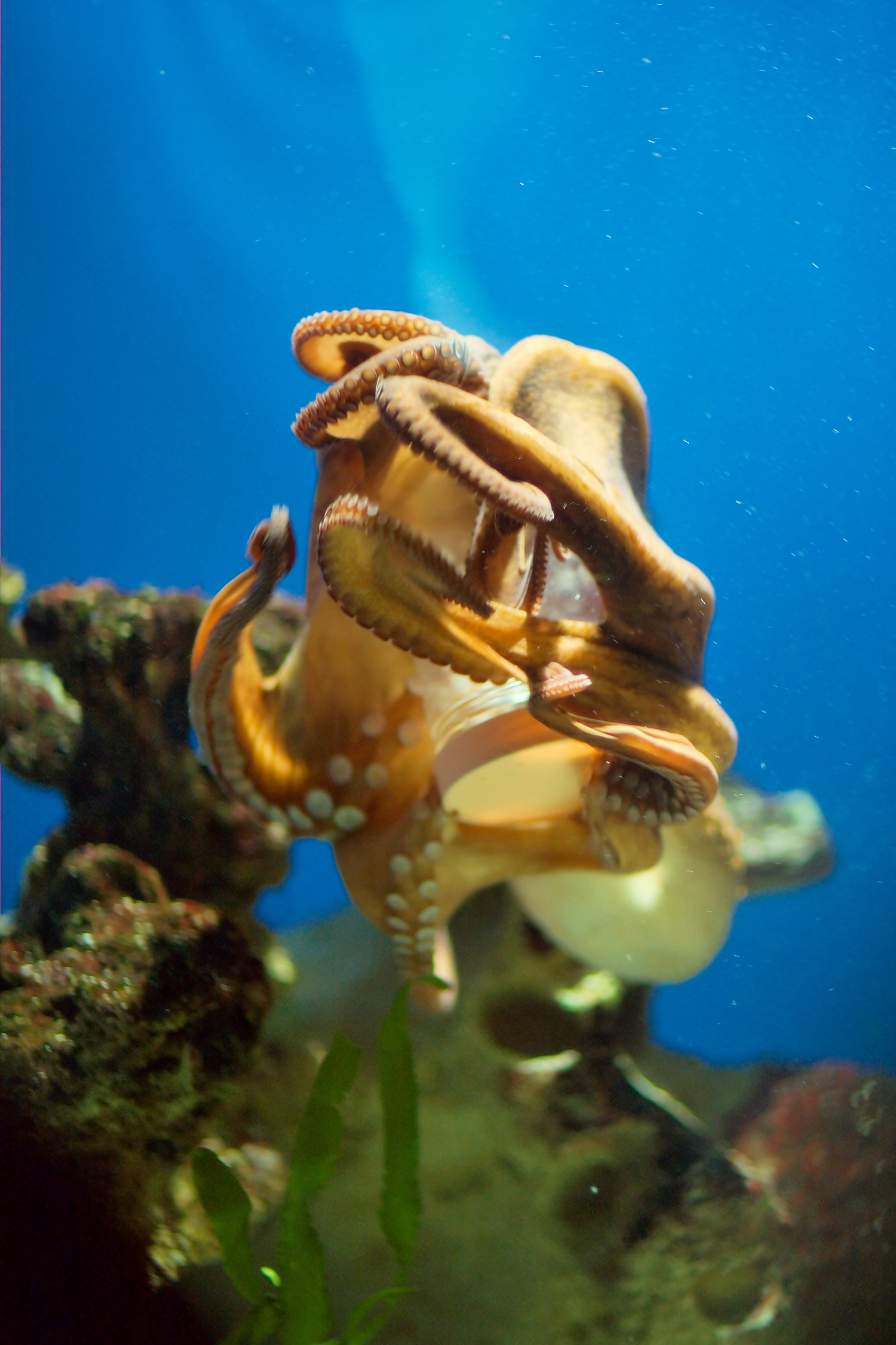
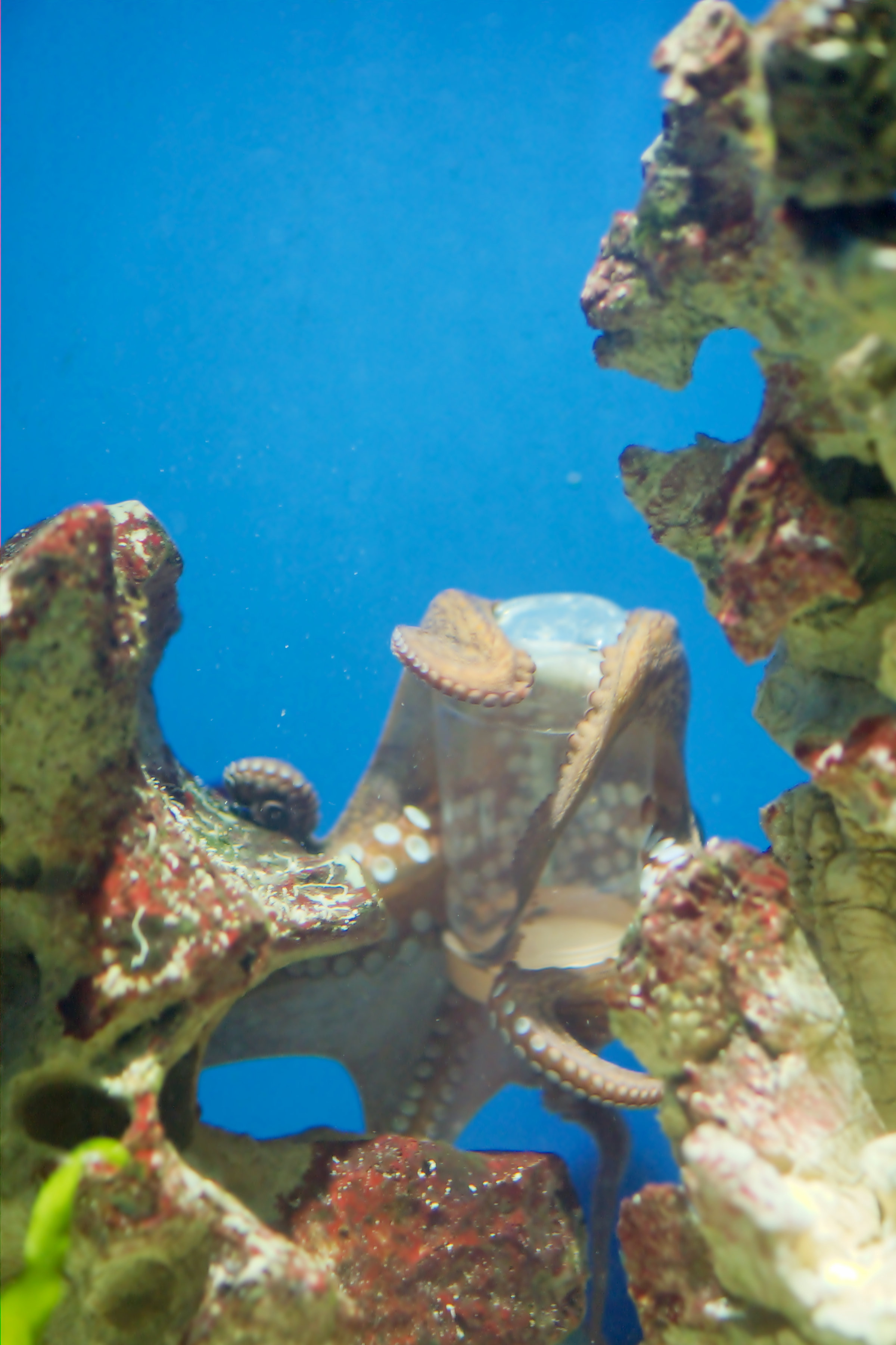
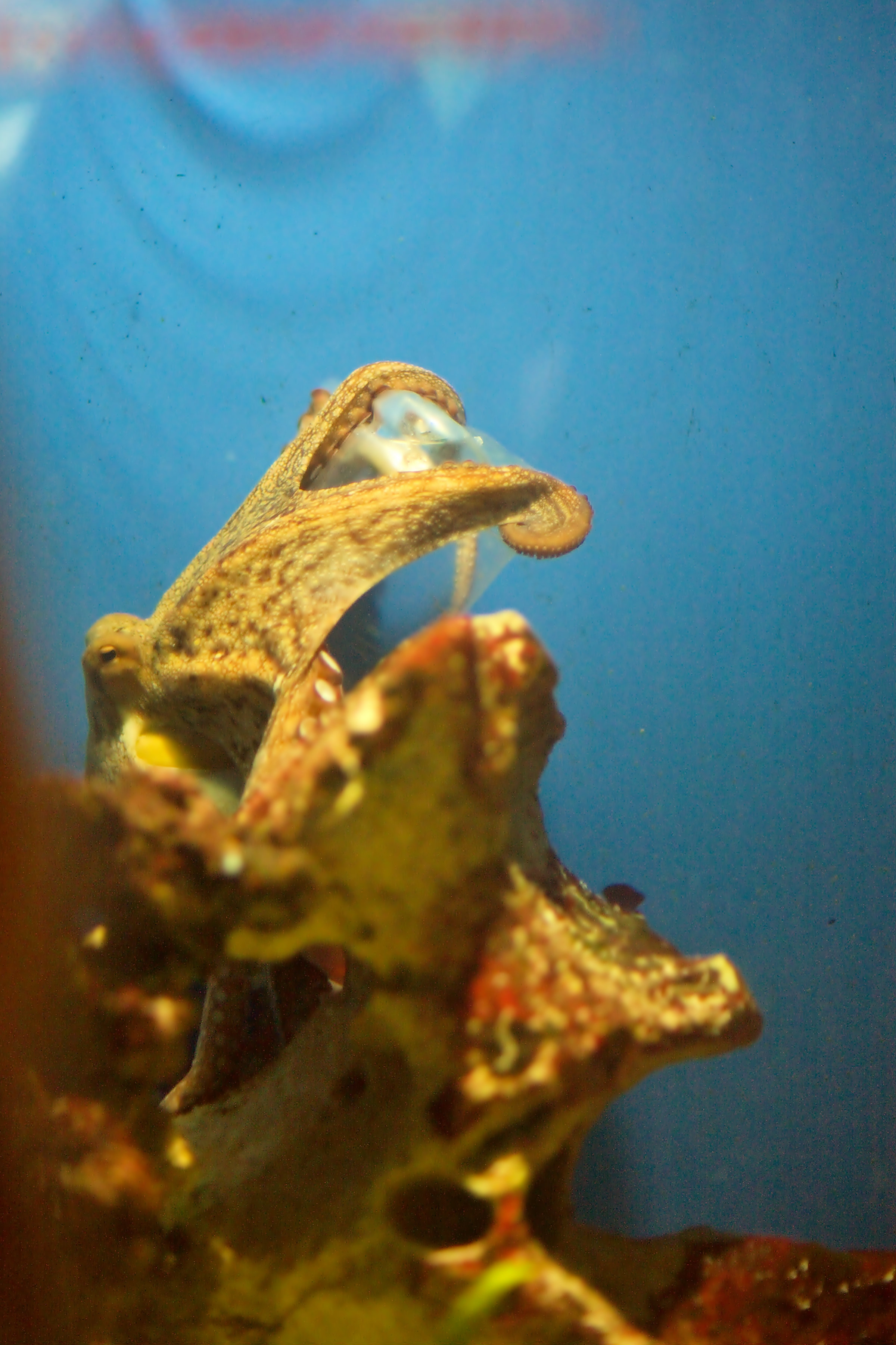
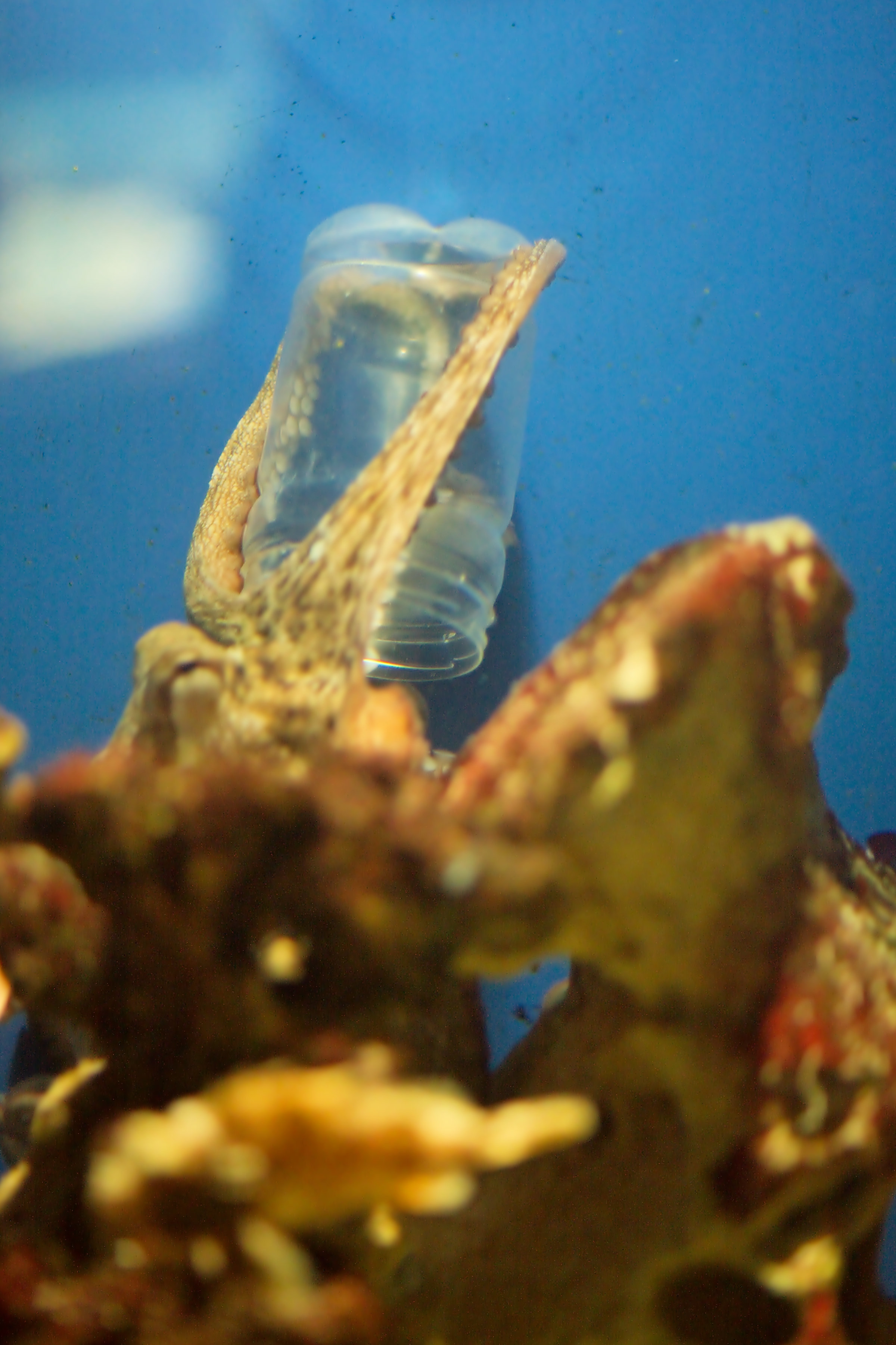

### Autres sources
- « Sur la trace de nos ancêtres », dossier de Pour la Science, no 57, octobre-décembre 2007
- B. Thierry, « La raison des singes », Pour la Science, no 360, 2007
- A. Whiten et C. Boesch, « La culture des chimpanzés », Pour la Science, no 281, 2001
- T. Bugnyar et B. Heinrich, « Pilfering ravens, Corvus corax, adjust their behaviour to social context and identity of competitors », Animal Cognition, vol. 9, p. 369-376, 2006
- T. Bugnyar et B. Heinrich, « Ravens, Corvus corax, differentiate between knowledgeable and ignorant competitors », Proceedings of the Royal Society London, vol. 272, p. 1641-1646, 2005